# Estado campamental
La expresión «Estado campamental» fue acuñada por el parlamentario Ramón Serrano Suñer para definir la embrionaria primera organización gubernamental del general Franco que este implantó tras su nombramiento como jefe del gobierno por las fuerzas rebeldes durante la guerra civil española. La compleja estructura institucional fue impuesta tras la toma de posesión de Franco el 1 de octubre de 1936, y se mantuvo hasta que el general nombró su primer gobierno propiamente dicho el 31 de enero de 1938. Se caracterizó por su vocación de provisionalidad y por su dispersión tanto geográfica como funcional. Sin embargo, fue lo bastante eficiente como para apoyar a las fuerzas armadas en el curso victorioso de la guerra.

## Contexto
Tras el fallecimiento en accidente aéreo del líder de la sublevación militar, general Sanjurjo, los generales Mola y Cabanellas crearon una Junta de Defensa Nacional encabezada por el segundo, que se ocuparía tanto de dirigir las operaciones militares como de encabezar políticamente el movimiento rebelde. Sin embargo, pronto surgieron movimientos partidarios de centralizar el mando. Como resultado, el 30 de septiembre de 1936 se publicó en el Boletín Oficial de la Junta de Defensa Nacional de España el nombramiento del general Franco como generalísimo de los ejércitos y como jefe del gobierno del Estado. La acumulación de poder suponía, de hecho, la implantación de una dictadura en el territorio controlado por los rebeldes, que crecía de día en día. No se habló de retornar a la Monarquía ni de mantener la República. Se hablaba de la creación de un «nuevo Estado», pero no se precisaban cuáles habían de ser sus características. Para Franco, la precedente Junta de Defensa Nacional había gozado de una legitimidad totalmente nueva, basada en el apoyo del pueblo y del Ejército.
El 1 de octubre Franco tomó posesión oficialmente de sus cargos. Aunque solo había sido nombrado jefe de Gobierno, todos los medios oficiales hablaron desde el principio de «jefe del Estado», aumentando así su poder. Un poder que, en aquel momento, no tenía límites, pero que los colegas que le habían elegido consideraban provisional, hasta la pronta victoria militar que tendría lugar con la toma de Madrid. El nuevo gobernante comenzó a definir sus principios de gobierno de forma negativa: eliminación de la democracia liberal, de los partidos políticos, del socialismo, del comunismo y de la masonería. Pese a que su mayor prioridad era alcanzar la victoria militar, de inmediato creó una Junta Técnica del Estado para que le ayudase a gestionar las labores de gobierno. En aquel momento, la toma de Madrid parecía inminente y, con ella, la victoria definitiva. El 2 de octubre el rebautizado como Boletín Oficial del Estado publicó la ley que creaba este y otros organismos. El preámbulo de dicha norma revela el talante de la misma:

La estructuración del nuevo Estado español, dentro de los principios nacionalistas, reclama el establecimiento de aquellos órganos administrativos que, prescindiendo de un desarrollo burocrático innecesario, respondan a las características de autoridad, unidad, rapidez y austeridad.

La temporalidad de la nueva organización quedaba de manifiesto al añadir: «sin tomar como definitiva la que actualmente se implanta, aunque sea anuncio de la permanente a establecer una vez dominado todo el territorio nacional». Tanto la terminología como la provisionalidad de la institución son propias del lenguaje castrense, que busca la creación de una especie de intendencia de retaguardia que solucione los problemas más inmediatos, pero supeditada al objetivo fundamental que es obtener la victoria militar. La nueva Junta no era un auténtico gobierno. Probablemente se consideraba que sería un instrumento de apoyo civil a los militares hasta el final de la guerra, que entonces se preveía próximo.
A los tres meses del golpe de Estado, la España rebelde mostraba la apariencia de ser un Estado nuevo en el que todas las tendencias colaboraban en un proceso de centralización, unidad y eficacia, a diferencia de la división y el derroche de recursos presentes en el bando contrario. El posterior año 1937 sería difícil en el plano militar pero de gran consolidación del poder político del neófito dictador.

## Ideología

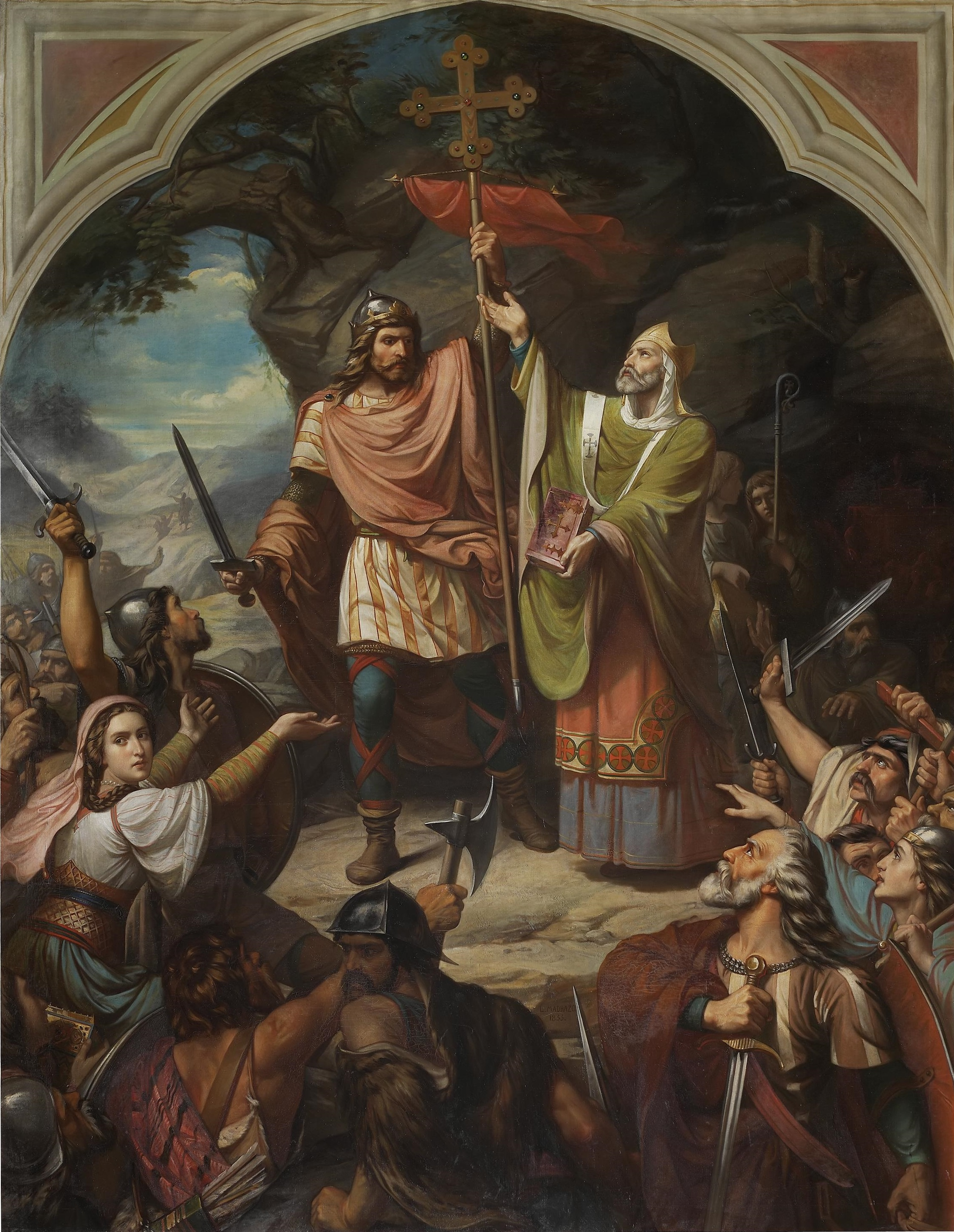
La invocación de un pasado glorioso fue una característica del nuevo régimen.

La ideología de Franco y muchos de sus seguidores era una mezcla de nacionalismo, antiliberalismo historicista y catolicismo tradicional. Su notorio antiliberalismo no era de índole fascista —que consideraba al liberalismo superado por la historia— sino más bien de índole tradicionalista, al añorar un pasado absolutista y católico derribado por el liberalismo. En este sentido, el pensamiento del dictador estaba más próximo al de la Comunión Tradicionalista que al de Falange Española de las JONS.
El nacionalismo se hallaba muy vinculado al antiliberalismo. Se consideraba que la decadencia de España había venido marcada por el liberalismo y que la lucha contra marxistas y liberales devolvería el pasado imperial a la nación. Se recordaba a caudillos históricos como don Pelayo, el Cid o Hernán Cortés. Aunque exagerado, este nacionalismo contribuyó a proporcionar a Franco un fuerte apoyo interclasista, mientras que sus enemigos tardaron tiempo en recurrir a él para cohesionar a sus seguidores. En un discurso pronunciado el 19 de enero de 1937, Franco declaró que había que acabar con el sufragio universal y la autonomía regional y formuló una hábil mezcla de ideas falangistas y tradicionalistas. Pero evitó definir la naturaleza del futuro régimen.
Por último, el catolicismo predominante en las jerarquías eclesiásticas de la Iglesia católica estaba muy próximo al nacionalismo de Franco. La visión de la Historia era muy similar. Y Franco hacía pública su religiosidad mientras sus propagandistas le forjaban una imagen de «gran cruzado católico».

## Franco y su cuartel general

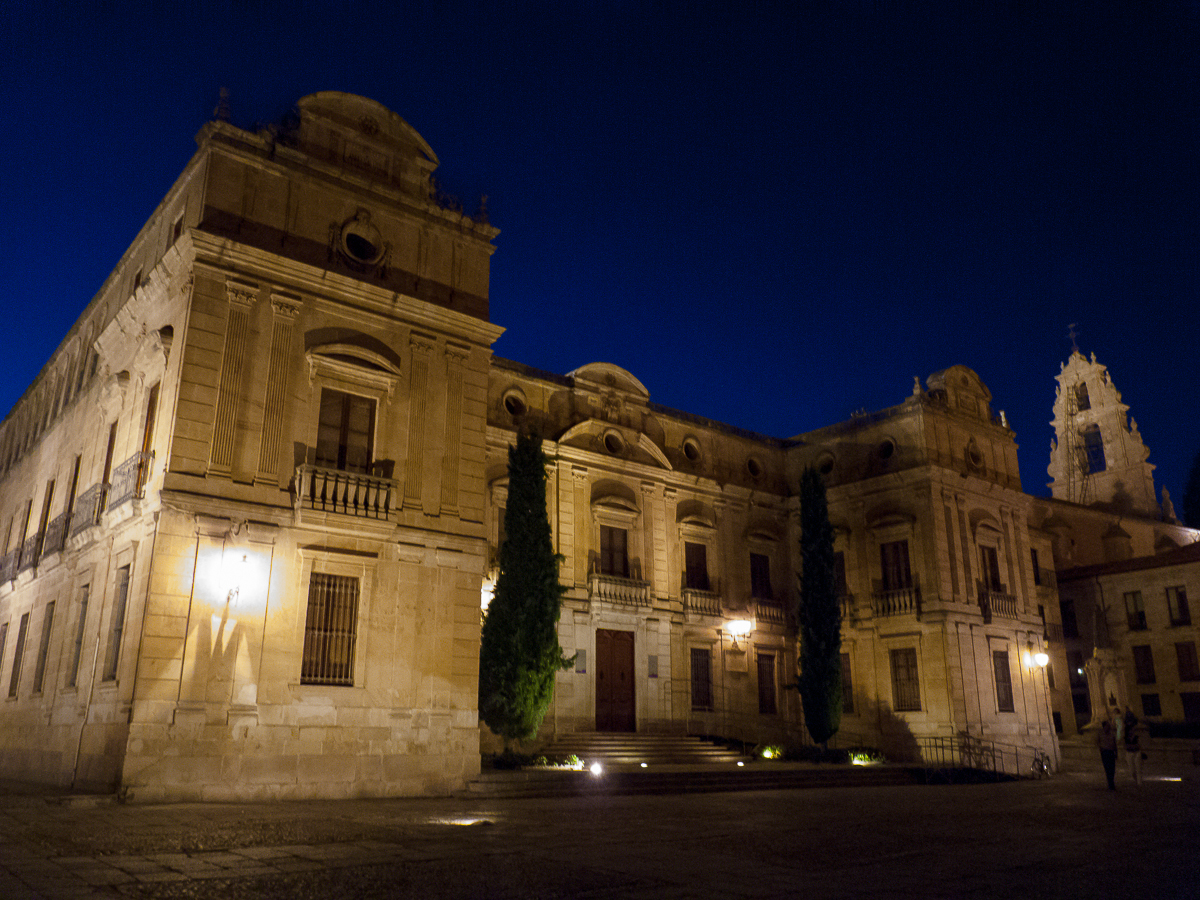
Franco se instaló en el Palacio Episcopal de Salamanca.

Franco estableció su cuartel general en Salamanca, ciudad situada lejos del frente y que se convirtió en el centro del poder nacionalista.  Parece que la pequeñez de Burgos y la necesidad de atender varios frentes de combate fueron las razones para dividir la administración entre estas dos ciudades. Tras su nombramiento como jefe del gobierno del Estado, pronto fue objeto de adulación por parte de la disciplinada prensa de la zona rebelde, que le ensalzaba de un modo sin precedentes en la historia de España. Aunque algunos partidarios le denominaron «dictador», el calificativo fue pronto abandonado en beneficio del de «Caudillo», mucho más de su gusto y que evocaba la tradición castellana y al mismo tiempo resultaba equivalente a los de «Duce» y «Führer».
Rápidamente, Franco se rodeó de signos de boato y protocolo: se estableció en el palacio episcopal que le cedió su titular, el obispo Pla y Deniel; a las dos semanas ya exigía a los visitantes que vistieran chaqué; era escoltado por la vistosa Guardia Mora; su fotografía era omnipresente y junto a ella se estampaban divisas del tipo de «Los Césares eran generales invictos. ¡Franco!». Cuando el 1 de marzo de 1937 recibió al embajador italiano, lo hizo con ocho bandas militares, las distintas milicias, y tropas españolas, marroquíes e italianas en un gran desfile que atravesó la Plaza Mayor de Salamanca. El Generalísimo llegó escoltado por la Guardia Mora y fue recibido con los habituales vítores de «¡Franco! ¡Franco! ¡Franco!». Pese a que ningún otro general podía rivalizar con él, Franco había sido nombrado por sus pares y su poder no estaba todavía consolidado. Confiaba en un reducido número de personas, entre las que destacaba su hermano Nicolás. En aquel momento había diversos sectores que eran de la opinión de que Franco debería dedicarse exclusivamente a las cuestiones militares, dejándoles a ellos las cuestiones políticas.
El Generalísimo dormía, comía y recibía a sus visitantes en la primera planta del palacio y trabajaba con su Estado Mayor en la segunda. En la planta baja estaba la secretaría diplomática que dirigía José Antonio Sangróniz y el departamento de Prensa y Propaganda primero dirigido por Juan Pujol y luego por Millán Astray. En el último piso se instalaron los radiotelegrafistas. Era una organización sencilla pero eficaz. Además de Nicolás Franco, eran también personas importantes y próximas a Franco su jefe de Estado Mayor, coronel Martín Moreno; su asesor jurídico, coronel Martínez Fuset; el coronel Vigón; el comandante Barroso; el general Kindelán y el almirante Cervera. Allí acudían generales que venían del frente, los embajadores alemán e italiano, y llegaban los informes de diplomáticos y espías. La centralización y eficacia del gobierno rebelde contrastaba en el mismo período con la división existente en el bando republicano; división que no solo enfrentaba a unos partidos con otros, sino internamente a algunos partidos.

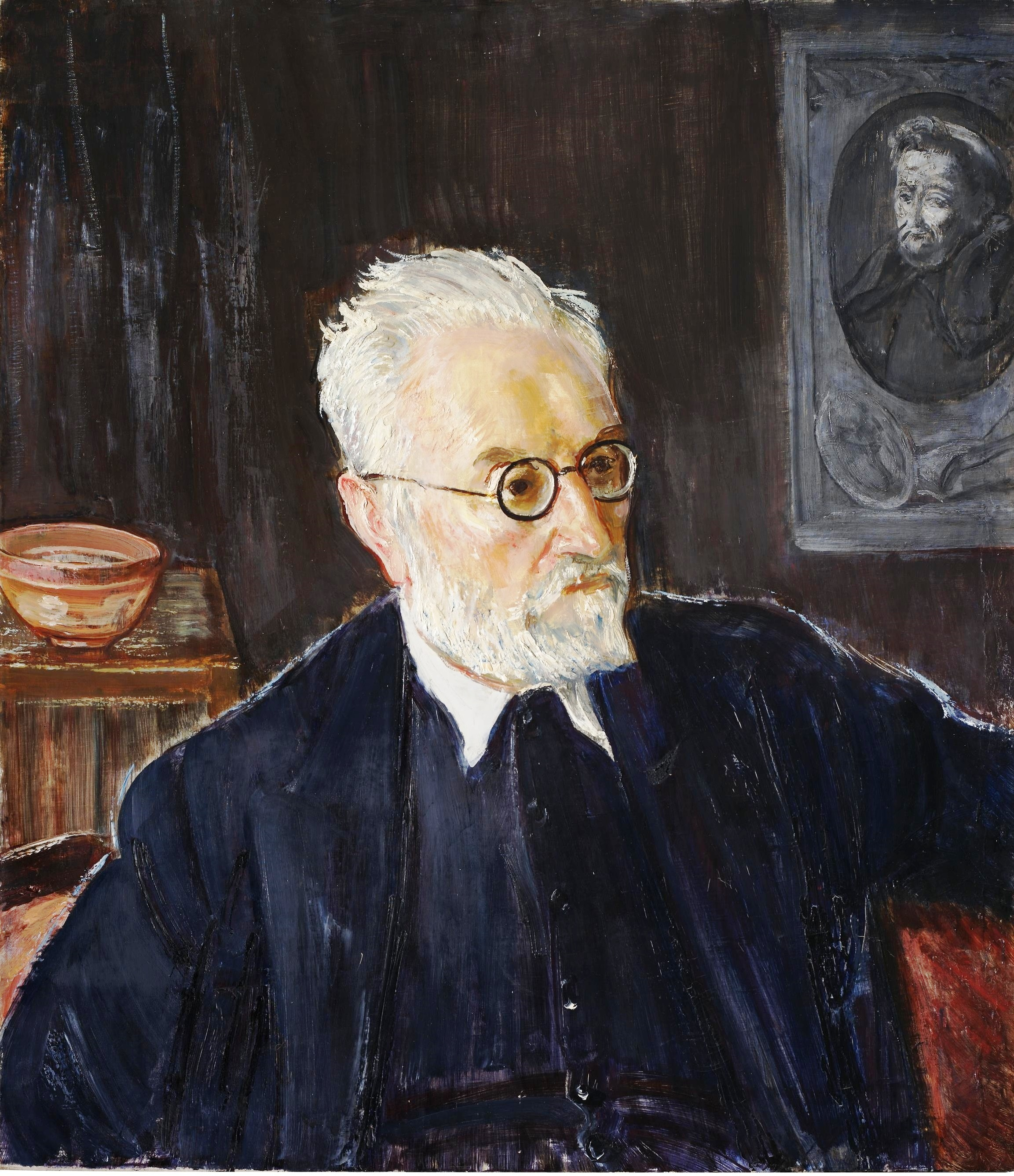
Unamuno fue uno de los visitantes del cuartel general.

El ritmo de trabajo de Franco por entonces era extenuante, debido a que tenía que atender tanto sus obligaciones militares como las políticas. Como no tenía suficiente tiempo para estas, solía delegar en su hermano. La jornada de trabajo del Caudillo comenzaba sobre las ocho de la mañana, pero se interrumpía a las 9:30 horas para asistir a misa. Aunque esta era una práctica personal que respondía a sus convicciones, se extendió a todos los actos oficiales del nuevo régimen. Comenzaba leyendo los informes que había elaborado el servicio de guardia nocturno y dictaba órdenes y correspondencia. Sobre las 11:00 se reunía con su Estado Mayor. A las 12:30 recibía a distintos mandos hasta la hora de comer. Esta era oficialmente las 15:00 horas, pero muchas veces se retrasaba hasta las 17:00 o 18:00. Después de almorzar, daba un paseo por los jardines del palacio en compañía de ayudantes u oficiales con los que no había podido estar por la mañana. Seguía trabajando hasta las once y media, hora a la que cenaba. Posteriormente, la jornada  se prolongaba hasta las 2:00 de la madrugada.
Además de los mandos militares, también acudían intelectuales afectos a los sublevados: José María Pemán, Jesús Pabón, Manuel Torres López, Manuel Sacristán, Melchor Fernández Almagro o el propio Miguel de Unamuno. No obstante, Franco no permaneció atado al cuartel general, sino que viajó con frecuencia, visitó frentes de combate y supervisó operaciones militares menores. Esos viajes no estuvieron exentos de riesgo.
El poder de Franco se reforzaría con la unificación política y, posteriormente, con un decreto del 4 de agosto de 1937 que le permitía designar a su propio sucesor. El Generalísimo comenzó a usar también el uniforme de almirante y las paredes de toda la España nacionalista se llenaron de carteles con su imagen sonriente y el eslogan «Franco, caudillo de Dios y de la Patria». Otros visibles franquistas eran el periodista Joaquín Arrarás, el novelista Mauricio Carlavilla y el médico El Tebib Arrumí. Aunque Franco hablara a través de Serrano, de Jordana o del duque de Alba, estaba siempre claro que él tenía la suprema autoridad y la capacidad de decisión, a diferencia de lo que ocurría en el bando contrario.
En agosto de 1937 —antes de que culminara la conquista del norte— Franco trasladó su Cuartel General a Burgos, donde se estableció en la quinta de los condes de Muguiro o Palacio de Isla, una residencia más amplia y adecuada que el palacio episcopal salmantino. La ciudad pronto se vio desbordada por la llegada de las muchas personas vinculadas a la organización estatal y se convirtió en centro administrativo, político, militar y diplomático. Allí, Serrano Suñer se instaló en el palacio de la Diputación y continuó trabajando en sus fines de institucionalización del régimen. El 25 de noviembre de 1937, Franco concedió una entrevista al diario japonés Asahi en la que decía que, una vez que terminara su misión, se retiraría al campo para hacer vida de familia.

## Organismos

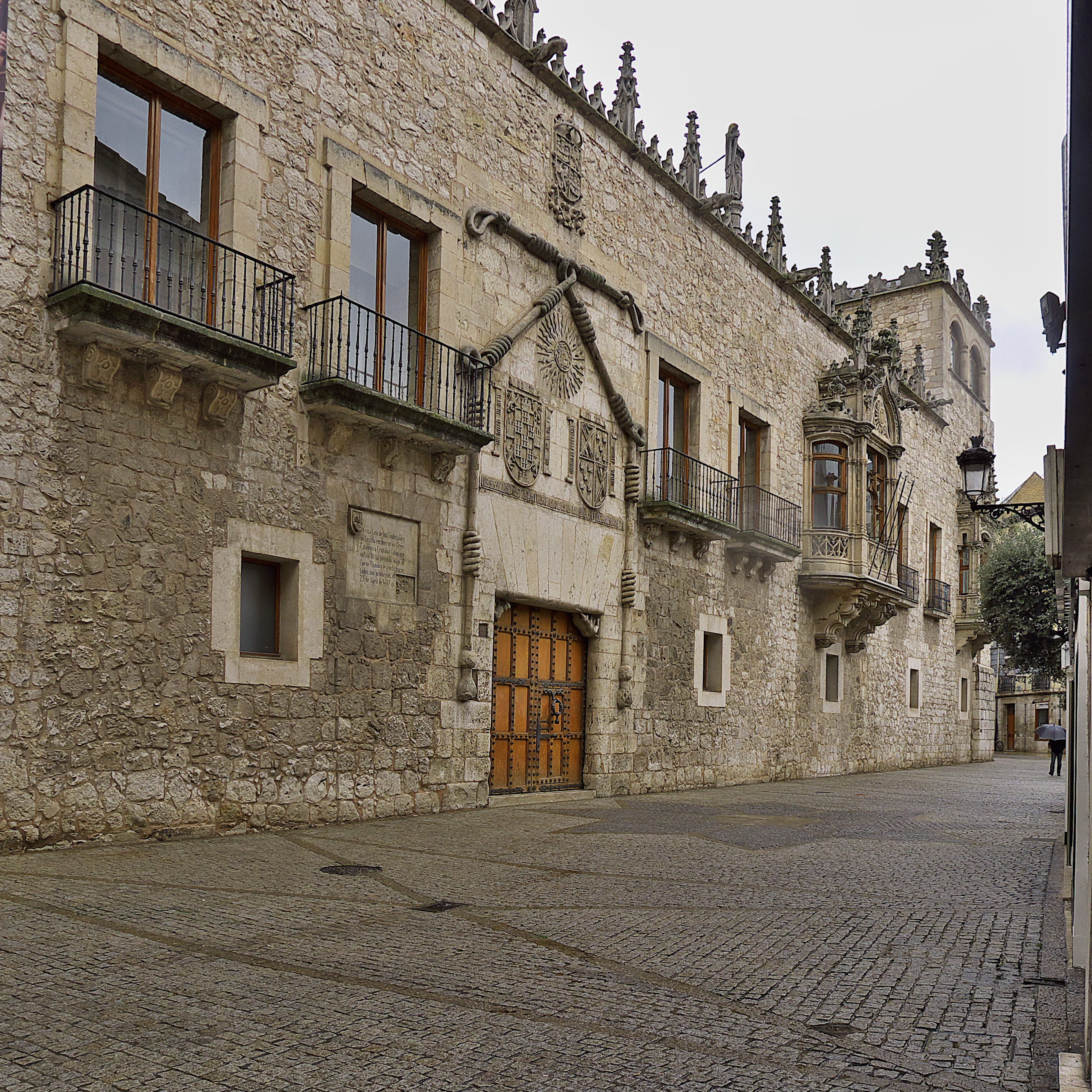
La Casa del Cordón de Burgos albergó la Junta Técnica del Estado.

- La Junta Técnica del Estado se componía de una presidencia y siete comisiones. Su sede estaba en Burgos.[26] Aunque su composición en comisiones recordaba a un incipiente consejo de ministros, estaba formada por personalidades de segundo orden que se encargaban de funciones administrativas rutinarias.[48] Estaba encabezada por un presidente encargado no solo de dirigir a la institución, sino también de servir de canal de comunicación con el jefe del Estado. Este último era quien tenía la última decisión en todos los aspectos.[49] Según las normas de funcionamiento de la Junta, publicadas el 6 de octubre, debía despachar al menos una vez por semana con los presidentes de las comisiones. El presidente de la Junta se comunicaría con el Caudillo mediante despachos directos, si bien también podía delegar esta función en otras personas.[50]

El  presidente de la Junta fue en todo momento un militar, decisión que marcaba una clara tendencia de Franco a apoyarse políticamente en subordinados suyos. El elegido fue Fidel Dávila, general de brigada que, al mismo tiempo, fue nombrado jefe del Estado Mayor general. Fue el único miembro de la cesada Junta de Defensa Nacional que siguió desempeñando un cargo en el nuevo ejecutivo. Al fallecer Mola el 3 de junio de 1937, Franco lo colocó al frente del Ejército del Norte. Para relevarle en la Junta designó al también general Francisco Gómez Jordana, cuya significación política era mayor que la de su predecesor debido a que había sido vocal del Directorio militar de Primo de Rivera. De ideas monárquicas, Jordana es catalogado como «liberal» en aquel contexto, principalmente porque su edad y formación le alejaban notablemente del fascismo. Estaba considerado como leal, trabajador y honesto, y gozaba de la confianza de Franco.
- El Gobierno General fue regido inicialmente por el general Fermoso. Su cometido era «la inspección de las provincias ocupadas y cuanto se refiere a la organización de la vida ciudadana, abastos, trabajo y beneficencia»; una especie de labor de intendencia de retaguardia.[54] La sede de la institución estaba en Valladolid.[26] Al poco tiempo, Fermoso fue sustituido por el general Valdés.[55]

- La Secretaría de Relaciones Exteriores se ocupaba tanto de las relaciones diplomáticas como de la propaganda.[56] Fue desempeñada por el embajador Francisco Serrat,[50] único civil entre los cargos dirigentes. Su labor fue más burocrática que política, pues los interlocutores internacionales se dirigían a José Antonio Sangróniz, que dirigía un gabinete diplomático junto al Jefe del Estado.[57]

- La Secretaría General del Jefe del Estado era un organismo clave para el ejercicio del poder, pues todas las normas jurídicas de cualquier rango debían ser aprobadas por el jefe del Estado y, en consecuencia, debían pasar por ella.[26] En realidad, aunque Dávila presidiese la Junta, el verdadero poder estaba en las manos del Secretario General.[58] El elegido para el puesto fue Nicolás Franco, hermano del Generalísimo,[50] quien acumuló un gran poder. Pero no era un canciller eficaz debido a su estilo de vida propio de un vividor. Además, no hizo nada por crear una cierta infraestructura estatal.[59] Su poder fue indiscutible hasta marzo o abril de 1937,[60] pero la llegada de Serrano Suñer fue disminuyendo paulatinamente su poder.[61]

- Una Secretaría de Guerra fue creada unos días más tarde, el 6 de octubre. Su misión era «atender al desenvolvimiento de las necesidades orgánicas y administrativas de las fuerzas armadas de todos los órdenes». El elegido para desempeñar el cargo fue el general de división Germán Gil y Yuste.[50]
- Simultáneamente se creó un Consejo Nacional de España; una especie de senado militar destinado a mantener una cierta presencia de los generales que habían renunciado al mando compartido. Sin embargo, la primera reunión que este órgano celebró el 2 de octubre de 1936 fue también la última.[62]
- Se creó el cargo de Inspector general del Ejército para marginar al general Cabanellas de la vida política. Su papel venía a ser similar al del gobernador general pero en el terreno militar.[50] Con el nombramiento, Cabanellas mantenía un rango superior al de todos los demás generales con la excepción de Franco.[28] Sin embargo, el cargo le privaba tanto de un papel político como del mando militar.[29]
- Algo más tarde, el 1 de noviembre de 1936, fue creado un Alto Tribunal de Justicia Militar. Fue presidido por el general Gómez Jordana y su labor era conocer de los conflictos de competencia entre los diversos tribunales castrenses, informar las solicitudes de conmutación de pena y resolver los recursos de queja.[63] Algunos historiadores también señalan como motivo para su creación la intención de poner fin a las matanzas extrajudiciales y a los procesos sin garantías.[28] Su sede se estableció en Valladolid.[26]

## Elvirreinatoandaluz
Aunque la autoridad de Salamanca era generalmente aceptada, sobre todo después de la unificación, el general Queipo de Llano, al mando del Ejército del Sur, siguió actuando con una gran autonomía en Andalucía y sin hacer mucho caso de las instrucciones de las autoridades centrales. Por ejemplo, su comité de importación y exportación con sede en Sevilla actuaba con enorme autonomía respecto del comité nacional existente en Burgos. Tras la conquista de Málaga y otras zonas de Andalucía en la primavera de 1937, el general había ido edificando su propia base autónoma de poder. Franco envió a Sevilla a su hermano Nicolás para intentar controlar la situación, pero Queipo siguió actuando de forma casi independiente con el apoyo de los sectores dominantes locales.

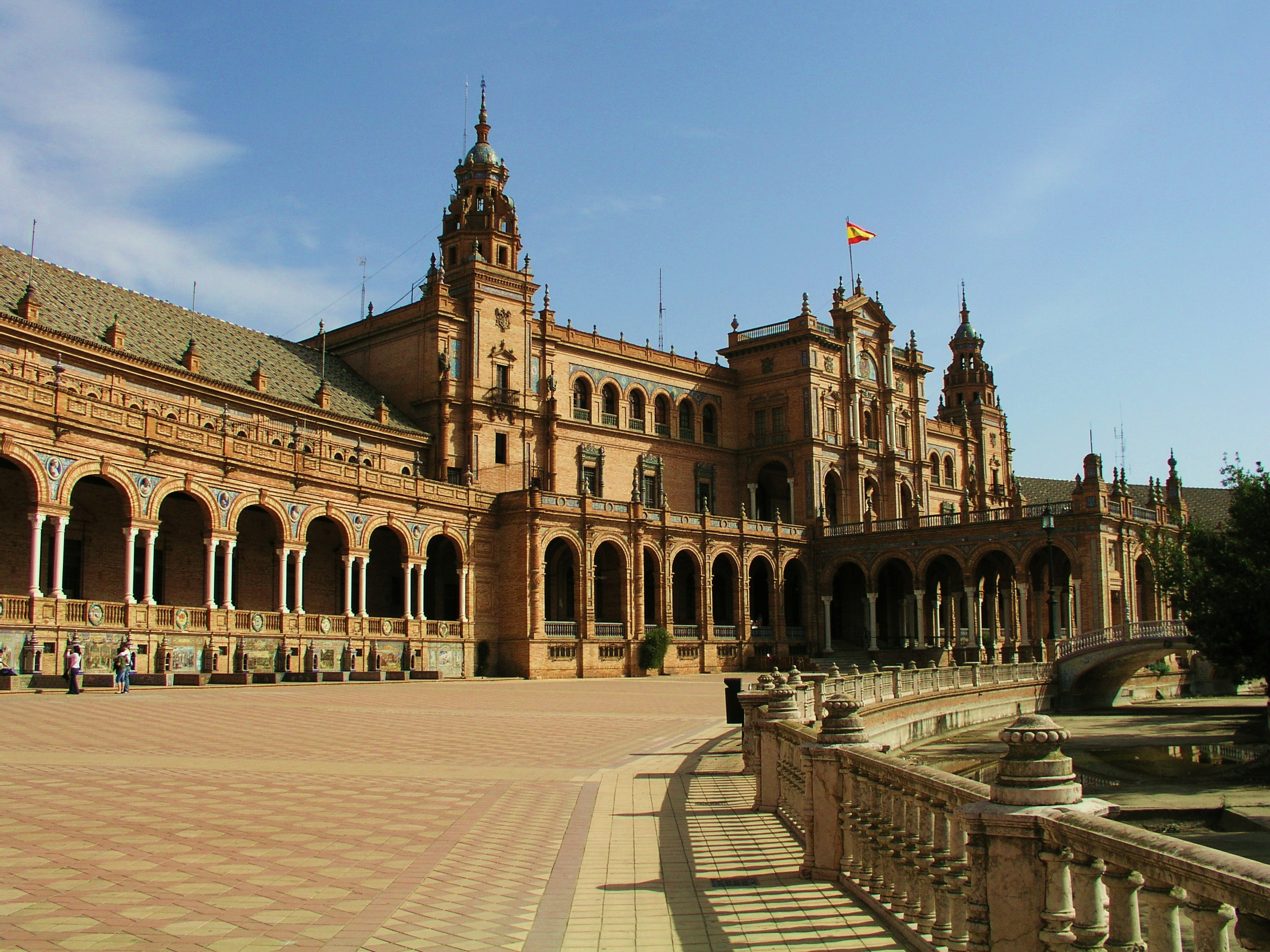
Queipo de Llano gobernó el sur con gran autonomía desde Sevilla.

Queipo de Llano administró eficazmente los recursos con los que contaba. En julio de 1937 la Pirotecnia de Sevilla había aumentado espectacularmente la producción de cartuchos trabajando en tres turnos y disminuyendo los salarios. Además, el general animó a industriales que habían huido de Cataluña a refundar sus empresas en Andalucía. Empresarios como Ignacio Coll, de Sociedad Anónima Damm, y Luis Alfonso Sedó, de Manofacturas Sedó, volvieron a poner en marcha sus empresas en el sur. Los talleres de costura produjeron miles de prendas para el Ejército. En 1937, pese a la oposición de dichos empresarios catalanes, Queipo impulsó la fundación de Hilaturas y Tejidos Andaluces S.A. (HYTASA), que unió a varias pequeñas compañías y obtuvo facilidades para importar maquinaria. La provincia de Sevilla tuvo el mayor crecimiento industrial de España en ese año y se convirtió también en sede de varias firmas extranjeras.
El general puso el acento en la obtención de recursos económicos de una burguesía que estaba dispuesta a asumir sacrificios para derrotar a la izquierda. Mantuvo con éxito la política ya iniciada en el período anterior de estimular la concesión de donativos por parte de la población, acentuando las medidas coercitivas conforme avanzaba la contienda. Las procedencias fueron diversas: los tesoros de los templos católicos, las corridas de toros benéficas, pero también los particulares de clase media contribuyeron con esfuerzo. A diferencia de lo que ocurría en el bando contrario, Queipo de Llano puso fin al impago de alquileres rústicos y urbanos amenazando con tomar medidas sin piedad contra los que no pagasen. Sin embargo, exceptuó de ello a los desempleados, a quienes animó a llegar a acuerdos con los propietarios mientras a estos últimos les exhortaba a ser pacientes con los parados «valiosos». El general tenía fama de persona preocupada por las «cuestiones sociales» y decretó moratorias en el pago de hipotecas y protegió a los arrendatarios. En marzo de 1937 se contaban ya 5186 peticiones de «alivio de alquiler» concedidas. Acompañó esta política de otra encaminada a la construcción de viviendas sociales para los menos afortunados, entre los que privilegió a los veteranos de guerra mutilados. Con el dinero recaudado para este fin, compró a los terratenientes sospechosos de simpatías republicanas fincas a precios muy bajos y, sin llevar contabilidad alguna, se crearon algunas aldeas. Otra parte del dinero quedó en poder del general y sus colaboradores. Limitó el interés de todos los préstamos a un máximo del 5%. Así, en una charla radiada el 4 de marzo de 1937, ofreció a los campesinos préstamos a ese tipo de interés para que no tuvieran que acudir a «tiburones». A principios de 1937, el precio del maíz para el ganado fue tan alto que decidió confiscarlo todo a un precio máximo determinado. En cuanto a las relaciones laborales, Queipo de Llano fue pionero en la eliminación de los jurados mixtos que habían funcionado durante la República.
En el aniversario del Alzamiento, las autoridades dependientes del general promovieron la venta generalizada de emblemas conmemorativos. Todo el mundo debía contribuir en su compra, los patronos debían adquirirlos para sí y para sus empleados, y los sobrantes fueron pagados por los más ricos. Quienes no colaboraban eran denunciados ante la Guardia Civil. La presión que acompañaba a estas campañas las hacía enormemente impopulares, pero resultaron eficaces en su intención recaudatoria.
Para paliar la falta de ropa de invierno, en el otoño de 1937 adoptó otra solución drástica. Requisó toda la lana disponible y pidió a las mujeres que produjeran ropa de abrigo para los soldados. Además, denunció el tráfico de mantas militares y advirtió que quienes no devolvieran las que tenían se arriesgaban a ser procesados por robo por la jurisdicción militar. En cuanto a los alimentos, el general consiguió que Andalucía se abasteciera a sí misma sin implantar racionamiento ni aumentar significativamente los precios, al tiempo que alimentaba al Marruecos español y las islas Baleares y contribuía al aprovisionamiento de Castilla.
Queipo de Llano fue pionero en la utilización propagandística de la radio. Sus discursos infundían terror a los adversarios y proporcionaban ánimos a los partidarios. De un estilo vulgar, sus alocuciones eran seguidas fielmente por gran cantidad de españoles a pesar de que solo una minoría disponía de receptores. Los establecimientos abiertos al público que estaban equipados con radio tenían obligación de permitir que la clientela oyera los mensajes oficiales y los cines interrumpían sus emisiones para escuchar las proclamas. Posteriormente la prensa publicaba el texto para que llegara al resto de la población. Además de intimidar al adversario, como han insistido muchos estudiosos que hacía el general, sus discursos también dedicaron mucho tiempo a convencer a los partidarios de la importancia de obtener dinero para el mantenimiento del ejército rebelde.
Su enfrentamiento con el segundo dirigente de la Junta Técnica fue claro. Jordana se percató de que Queipo gobernaba a base de bandos, y este llegó a pedir el reconocimiento formal de su autonomía. El general tenía mucho más en cuenta las circunstancias específicas de la región. A comienzos de noviembre de 1937 escribió a Burgos diciendo:

No es posible que desde Burgos puedan resolver estas cuestiones agrarias (…) se obra sin tener en la retina otra visión que la de la agricultura de Burgos o Soria, desconociendo, en absoluto, lo que es la región andaluza.

No lo veía así la Junta, que reclamaba que los problemas nacionales se abordasen desde una óptica nacional, evitando enfoques parciales o regionales. En diciembre de 1937 la tensión llegó a suscitar una propuesta de Jordana de dimitir de su puesto de presidente de la Junta y ser sustituido por el propio Queipo de Llano. El enfrentamiento revela la subsistencia de poderes fraccionales que escapaban al control de las autoridades centrales.

## Serrano Suñer
El 20 de febrero de 1937 llegó a Salamanca Ramón Serrano Suñer. Se trataba de un brillante jurista, dirigente y parlamentario de la CEDA; pero también estaba casado con la hermana de Carmen Polo, la esposa de Franco. Además, había sido íntimo amigo de José Antonio Primo de Rivera, el líder de Falange. Serrano estaba traumatizado por la guerra. No había sido advertido de la fecha del golpe de Estado y había sido encarcelado en Madrid, donde había presenciado el asesinato de diversos compañeros de cautiverio y su propia vida había corrido grave peligro a pesar de su condición de parlamentario. Se salvó de la matanza de Paracuellos por haber sido trasladado a una clínica. Dos hermanos suyos fueron asesinados al intentar liberarle. Ese trauma influyó decisivamente en su posterior actuación política. Por ejemplo, cuando Anthony Eden propuso una mediación entre republicanos y nacionalistas, Serrano rechazó rotundamente cualquier tipo de compromiso diciendo que «dejaría la puerta abierta a una regresión al estado de cosas que hizo inevitable la guerra». Una postura que Franco compartía.

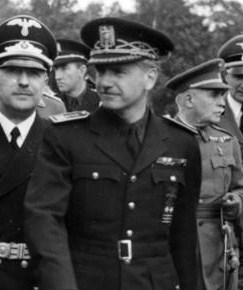
Serrano en 1940. Cuando vivía en Salamanca siempre vestía un traje civil negro, único que poseía.

La llegada de Serrano a Salamanca, pequeña ciudad rebosante de políticos, militares, funcionarios y refugiados que albergaba a una población que doblaba a la habitual, atrajo la atención de aquellos que ya estaban instalados en los aledaños del poder. El diario vallisoletano El Norte de Castilla se ganó una multa promovida por Nicolás Franco por afirmar que su llegada podía dar lugar a «una nueva orientación política». En cuanto a Serrano, comparaba la situación de caos existente con la habida al principio del reinado de los Reyes Católicos. El Generalísimo alojó a Serrano y su familia en una especie de ático o buhardilla situado en el palacio arzobispal.
Serrano era uno de los partidarios de la unificación política. Puesto que carecía de una base de poder propia y había sido amigo de José Antonio, era la persona indicada para poder controlar a la Falange. Por otra parte, a Carmen Polo le disgustaba Nicolás Franco debido a su vida disoluta y excéntricos hábitos de trabajo. En cambio, admiraba a su otro cuñado Ramón por ser persona culta y parlamentario. Desde el primer momento, Serrano se dedicó a defender la causa por la que habían muerto sus hermanos y lo hizo a través de Franco. Su peso político debido a su relación con el Generalísimo y con Primo de Rivera se veía reforzado por su alto nivel intelectual. Catalogó a la precaria administración existente en torno a la Junta Técnica del Estado, dispersa por varias ciudades, como un «Estado campamental». Poco a poco, fue desplazando a Nicolás Franco como principal asesor político del Caudillo. La Junta Técnica estaba dispersa entre varias ciudades y, a su vez, separada del Cuartel General y la Secretaría General dirigida por Nicolás Franco. Y en Andalucía, Queipo de Llano ejercía como un auténtico virrey dotado de gran autonomía. Según Serrano, el provincialismo y la dispersión eran las características del sistema establecido. A diferencia del aparato militar, que funcionaba con eficacia, el aparato civil carecía de rumbo y objetivos. Serrano sería el hombre clave para transformar ese débil entramado en la base del Nuevo Estado dándole orientación y contenido político.
A lo largo de marzo, Serrano mantuvo contactos con Franco, Mola, el conde de Rodezno, Pedro Sáinz Rodríguez, Gomá y Hedilla. En estas charlas introdujo un nuevo factor hasta entonces no tenido en cuenta: la movilización política como algo diferenciado de la movilización militar. Su confianza con el Caudillo le permitió hablarle con una franqueza inusual en los aduladores que rodeaban a este, y su conocimiento político le permitió instruir a un militar profesional con muy escasa experiencia en este terreno. Al mismo tiempo, su creciente influencia suscitó celos en otros colaboradores del general. En poco tiempo desplazó a Nicolás Franco como primer consejero del Generalísimo y su creciente poder hizo que el pueblo español creara la ingeniosa expresión «cuñadísimo» para referirse a él.
En su labor de guía político del general Franco, Serrano rechazaba tanto el Estado de partidos como un régimen personal del estilo de la dictadura de Primo de Rivera. Por consiguiente, intentó encontrar una base teórica y jurídica para el Nuevo Estado. Era consciente de que el Ejército era la base del poder nacionalista, pero también de que era imposible mantener una organización basada en la pura fuerza. Su objetivo era encontrar una ideología que «absorbiera a la España roja» y pensó que Falange era el instrumento más adecuado para ello. Su amistad con José Antonio sirvió para fabricarle un pasado «falangista». Durante todo el período, Serrano desarrolló diversas e importantes responsabilidades sin ocupar cargo alguno. Una vez conseguida la unificación, sirvió de canal de comunicación entre el Caudillo y los falangistas «auténticos» más reacios a la pérdida de sus esencias, entre los que destacaba Dionisio Ridruejo, de quien recibió un apoyo que contribuyó a que fuera admitido entre los falangistas como un «camisa nueva» más.

## Hacia el Partido Único

### El pluralismo limitado
Bajo el manto de la unidad, en la zona rebelde la diversidad ideológica era tan amplia como en la zona enemiga. Cuando Franco asumió el poder supremo, en la llamada zona nacional existía un cierto pluralismo político. La Junta de Defensa Nacional había proscrito a los partidos y sindicatos opuestos al alzamiento, pero subsistían otras organizaciones que apoyaban el llamado «Movimiento nacional». Diversos partidos organizaron milicias para contribuir al esfuerzo bélico. Lo que todos ellos tenían en común era su aversión al Frente Popular y su temor al comunismo, bien fuera entendido en el sentido estricto de un golpe de mano de tipo bolchevique, bien en el sentido genérico de insubordinación y desmanes.

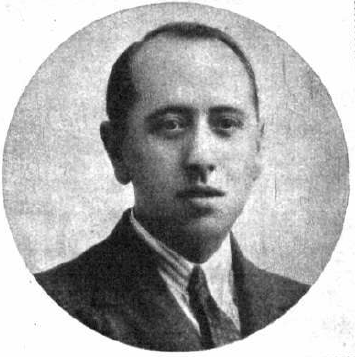
Gil-Robles y la CEDA se vieron superados por la radicalización de la sociedad.

La CEDA seguía contando con el liderazgo de José María Gil-Robles pero, en el radicalizado ambiente de la guerra civil, su pasada aceptación de los métodos parlamentarios durante la República era vista como debilidad cuando no traición, y muchos de sus antiguos seguidores se pasaban a las filas de Falange Española de las JONS o de los tradicionalistas. Aunque a Franco se le había tenido por persona próxima a la CEDA, se esforzó por distanciarse de Gil-Robles. Una oleada de rumores que mostraba al antiguo ministro de la Guerra como el hombre que no había acabado con la izquierda cuando tuvo la oportunidad terminó por destruir su prestigio político en la zona «nacional». Sin embargo, el político sirvió fielmente a Franco durante este período. El 2 de noviembre de 1936 le notificó que cancelaba toda actividad política de su formación.
Franco demostró tacto en su relación con los monárquicos alfonsinos. Cuando Juan de Borbón, heredero de Alfonso XIII, le escribió el 7 de diciembre de 1936 pidiendo permiso para unirse a la tripulación del Baleares, Franco rechazó cortésmente el ofrecimiento el día 12 con el doble argumento de que era necesario preservar la seguridad del príncipe y de que, si algún día llegaba a reinar, debía hacerlo sin haber formado parte de uno de los bandos contendientes. De esta forma evitó que se potenciara otro grupo político dentro del régimen. Su carta llevaba el membrete de Jefe del Estado. Por otra parte, el asesinato de Calvo Sotelo había dejado descabezada a Renovación Española y sus sucesores apoyaron completamente a Franco con la esperanza de que él les permitiría conservar influencia. Un decreto de 28 de febrero de 1937 restableció la tradicional «Marcha Real» como himno nacional, si bien aclarando que se trataba de recuperar un bien patrimonial tradicional y desvinculándolo de toda vinculación con un régimen determinado. El «Cara al sol», «Oriamendi» y el «Himno de la legión» eran reconocidos como «cantos nacionales». Para los monárquicos no dejaba de ser una señal de esperanza. El 18 de julio de 1937 Franco concedió una entrevista al diario monárquico sevillano ABC en la que recordaba el argumento ofrecido en su respuesta a don Juan: «Cuando en España no queden más que españoles, si alguna vez en la cumbre del Estado vuelve a haber un Rey, tendría que venir con el carácter de pacificador, y no debería contarse en el número de los vencedores».
La aportación de los tradicionalistas al combate era notable. Su regente, Javier de Borbón-Parma, había ratificado el mando de Manuel Fal Conde. Recelaban de que los falangistas se encaminasen hacia el totalitarismo y trabajaban por una restauración monárquica en la que admitían que Franco podía desempeñar el papel de regente. Su punto más débil era que carecían de un candidato al trono indiscutido. De hecho, los sectores más moderados pensaban que había llegado el momento de reunificar las dos ramas dinásticas en la persona de Juan de Borbón.
La principal organización política era ahora Falange Española de las JONS. Su militancia ya había aumentado considerablemente entre las elecciones de febrero y el comienzo de la guerra, pero se multiplicó en los primeros meses del conflicto. De setenta y cinco mil miembros en julio, pasó a casi un millón a finales de año. Sin embargo, ese fuerte crecimiento durante una época en la que la sociedad estaba dominada por los militares era uno de sus puntos flacos. El otro era que su dirección era débil. José Antonio Primo de Rivera fue ejecutado el 20 de noviembre de 1936; compañeros suyos fueron simplemente asesinados, como Julio Ruiz de Alda; Onésimo Redondo murió en combate; otros líderes permanecían encarcelados, como Raimundo Fernández Cuesta. En esta situación, Manuel Hedilla se hizo cargo de la dirección. El 21 de noviembre, el partido celebró su III Congreso, en el que acordó silenciar la muerte de José Antonio y ofrecer pleno apoyo a Franco.
La Liga Regionalista expresó su apoyo a los rebeldes desde un inicio. También había muchos antiguos radicales entre los partidarios de Franco. Su tradicional líder, Alejandro Lerroux acabó enviando un mensaje de adhesión a Franco en el primer aniversario del alzamiento.

### La Unificación
Franco se dio cuenta de la conveniencia de crear un partido político unitario, pero los esfuerzos de su hermano Nicolás por crear un partido —Acción Ciudadana— basado en  sectores conservadores y moderados no llegaron a buen puerto. No obstante, el jefe del Estado no abandonó la idea. Pero fue la llegada de Serrano la que impulsó y dio coherencia al proyecto. El 11 de abril de 1937, Franco le encargó oficialmente la formación de un nuevo partido único que no estuviera al margen de su autoridad. Ambos aprovecharon los enfrentamientos existentes en el seno de FE de las JONS para imponer por decreto el 19 de abril su unificación con la Comunión Tradicionalista. Los restantes partidos fueron disueltos y sus militantes podían pedir el ingreso individualmente. Franco fue designado Jefe nacional de la nueva Falange Española Tradicionalista y de las Juntas de Ofensiva Nacional Sindicalista, De esta forma, Franco acumulaba un poder sin precedentes en España. Se trataba de una solución típicamente militar, pues mezclaba organizaciones con ideologías muy diversas en una sola fuerza política. Era también el resultado de la decisión de Serrano de crear un Estado totalmente nuevo no condicionado por antecedentes, superando lo que había sido una agrupación de insurrectos y sin establecer una mera dictadura militar o personal. El nuevo orden daría continuidad al Movimiento mediante un partido único al servicio de un único hombre. Pese a no proceder de las filas falangistas, Serrano consideraba que su ideario era más moderno que el del Tradicionalismo y que tenía una mayor capacidad para integrar a los miembros del bando contrario una vez vencido este. De este modo, la España rebelde se configuraba como un Estado totalitario y católico.
La facilidad con que Franco se impuso a los discrepantes confirmó su poder político. Ningún otro líder militar o político de la España nacionalista era comparable a él en cuanto a poder y determinación. El nuevo partido estuvo desde el principio dominado por el Caudillo. La medida era lógica en tiempo de guerra y fue aceptada por casi todos los sectores. La discrepancia de Hedilla fue resuelta con su enjuiciamiento y condena. Aunque Franco le encargó a Serrano la dirección del nuevo partido, este se dio cuenta del rechazo que suscitaría tal nombramiento. Prefirió negociar con los líderes falangistas, que terminaron aceptando el acuerdo y posponiendo su revolución nacional sindicalista. El 4 de agosto se aprobaron los estatutos del nuevo partido, que permitían al Caudillo designar a su sucesor. Habían sido redactados por el propio Serrano y empleaban un lenguaje grandilocuente y muy próximo al utilizado por los fascistas italianos y los nacionalsocialistas alemanes. Distinguían tres tipos de miembros: los militantes eran inicialmente los que habían estado afiliados a los partidos integrantes, FE de las JONS y Comunión Tradicionalista; los militares eran todos los miembros de las Fuerzas Armadas, desde generales hasta tropa; los adheridos eran quienes se afiliaran en el futuro, y podían llegar a la condición de militantes. A algunos militares no les gustó en encuadramiento en el partido único, pero de esta forma capitanes generales y gobernadores militares tenían autoridad sobre los falangistas. Al frente de todos estaba un Jefe Nacional que era el propio Franco. Este solo respondería «ante Dios y ante la Historia».
Durante los primeros meses, fue Serrano quien ejerció como secretario general del Partido Único sin serlo formalmente. Aunque Franco se inclinaba por formalizar la situación designándole para el puesto, la liberación de Raimundo Fernández Cuesta permitió ofrecerle el cargo a un «camisa vieja» allegado a José Antonio sin que aquel fuera una amenaza para Serrano debido a su falta de energía. Serrano fue generoso con los camisas viejas siempre que estuvieran dispuestos a colaborar con el Caudillo. Solo los monárquicos permanecieron desconfiando del nuevo partido único y de Serrano Súñer, quien gozaba de la total confianza de Franco y ya era conocido con sorna como el «cuñadísimo».
Aumentando todavía más la ardiente propaganda existente en torno al líder, el día 1 de octubre —aniversario de su toma del poder— fue proclamado Fiesta Nacional del Caudillo. El 19 de octubre se publicó el Decreto por el que Franco designaba a los 48 miembros del Consejo Nacional de FET, que se reunió el 2 de diciembre. Este órgano, aunque tenía función legislativa, no pasó de ser consultivo. Incluía a veinte falangistas de la «vieja guardia», once tradicionalistas y ocho generales y jefes militares. El dirigente carlista Fal Conde rechazó el puesto que le fue ofrecido. Fue significativo que Nicolás Franco no estuviera entre los miembros del Consejo. Por otra parte, la Iglesia no aceptó que el sacerdote Fermín Yzurdiaga tomara posesión de su puesto debido a que consideraba que no se trataba de un órgano institucional sino partidista. La sensación de pluralidad de los nuevos órganos permitía entonces prever la creación de un partido unificado propiamente dicho.
En cuanto a los planes para el porvenir, Franco era ambiguo. El 17 de julio de 1937 concedió una entrevista al diario sevillano ABC y habló de la restauración de la monarquía como una posibilidad de futuro. Sin embargo, consideraba que el primer objetivo era ganar la guerra y el segundo, construir un Estado con una base firme. Añadió que, si llegaba el momento de la restauración, el nuevo Estado debía ser muy diferente de la monarquía de Alfonso XIII que fue derribada en 1931. Al mismo tiempo, expresó su mejor opinión acerca del infante don Juan de Borbón. Algo más claro fue al mes siguiente en un artículo escrito para La Revue Belge en el que descalificó para el futuro los sistemas democráticos. El 4 de diciembre, Franco envió una carta al exiliado monarca en la que venía a repetir el planteamiento, le reprochaba falta de información sobre la situación española y le recomendaba implícitamente dejar paso a su hijo Juan.

## Política exterior
Cuando alcanzó el poder, Franco carecía de cualquier experiencia en relaciones internacionales con excepción del recelo que sentía hacia Francia por la rivalidad existente en relación con el Protectorado de Marruecos. Ya el 6 de octubre recibió la visita del consejero de la embajada alemana en Lisboa, Du Moulin Eckhardt, quien le transmitió verbalmente la felicitación del gobierno de su país. Hitler evitaba así una respuesta por escrito. El diplomático dijo que el reconocimiento oficial se haría cuando las tropas franquistas conquistaran Madrid.

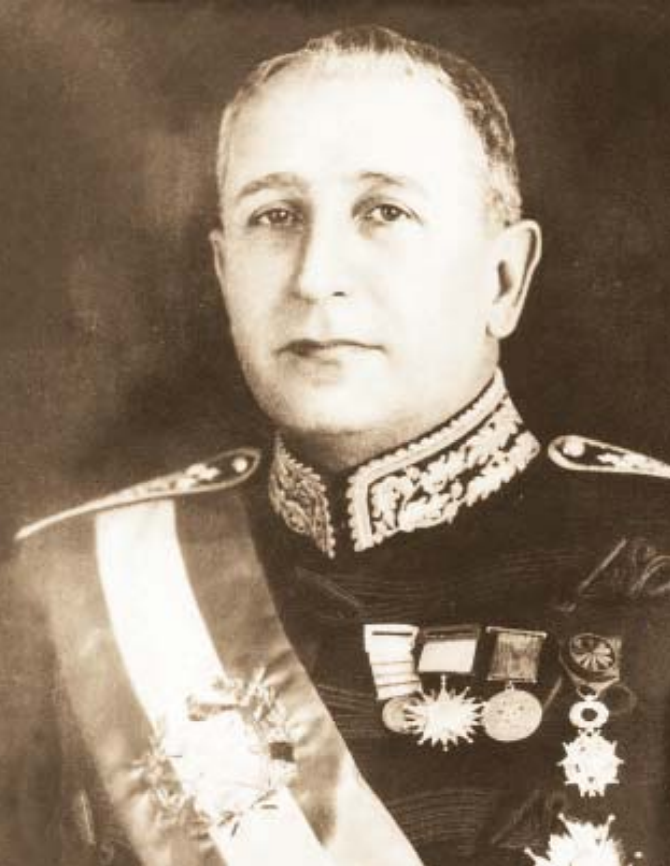
El general Ubico, dictador de Guatemala, fue el primero en reconocer al gobierno de Franco.

Aunque existía una Secretaría de Relaciones Exteriores regida por Francisco Serrat, era José Antonio de Sangróniz quien ejercía de ministro en la sombra junto con Nicolás Franco. También fueron importantes el duque de Alba en Londres y Pedro Quiñones de León en París. Sin embargo Franco se reservaba siempre el papel predominante en este campo.
El 16 de octubre de 1936, Franco expresó a los agentes nacionalsocialistas su deseo de que Alemania reconociera diplomáticamente a sus instituciones como las legítimas de España y retirara de Alicante su embajada ante el gobierno. Necesitaba tanto la legitimación internacional como los suministros militares que le permitieran obtener la victoria. El Ejército de África se había desgastado notablemente en los últimos meses, la rebelión carecía de industria pesada y no contaba con recursos financieros. El 30 de octubre, Alemania planteó sus contrapartidas. Enviaría una unidad aérea que no estaría sometida a ninguna autoridad española inferior a la del Generalísimo, los españoles asegurarían sus bases y los puertos que recibían la ayuda soviética serían los principales objetivos. El 15 de noviembre, los alemanes comunicaron a los italianos que el reconocimiento diplomático de Franco era inminente.
Por su parte, Portugal no retiró su embajada ante el gobierno, pero tomó la decisión de suspender sus relaciones con la República ya el 23 de octubre. Una dura acusación del ministro Álvarez del Vayo agrió todavía más las relaciones, que acabarían en ruptura el 23 de febrero de 1937, con la retirada del embajador Sánchez Albornoz de Lisboa. Miles de voluntarios portugueses, denominados «viriatos», lucharon en las filas rebeldes. No obstante, a pesar de las buenas relaciones con Franco, las presiones del aliado británico impidieron que Portugal estableciera relaciones diplomáticas plenas con el bando rebelde.

### Primeras relaciones diplomáticas
Guatemala y El Salvador fueron los primeros estados en reconocer a Franco como legítimo gobernante de España. Poco después, el 18 de noviembre de 1936, el dictador obtuvo el reconocimiento de Alemania e Italia cuando todavía parecía que Madrid iba a caer en breve en manos de los rebeldes. Diez días más tarde, Franco firmó con Italia un tratado secreto de amistad y ayuda mutua. Los italianos se comprometían a ayudar al Caudillo a restablecer la integridad del territorio español, y Franco a no participar en coaliciones antiitalianas y a rechazar las sanciones internacionales por la Guerra de Abisinia. De esta forma, Franco conseguía el reconocimiento de la integridad territorial de España, y Mussolini obtenía la anulación del protocolo secreto que la República había firmado con Francia y que permitía proporcionar bases a los franceses en caso de guerra con Italia. Franco promovió el reclutamiento de voluntarios italianos, pero el Duce dejó claro que deseaba enviar unidades equipadas y organizadas.
El Führer nombró embajador a un general nacionalsocialista, Wilhelm von Faupel. Alemania codiciaba los minerales estratégicos españoles y el 31 de diciembre se firmó un protocolo que ampliaba la vigencia del tratado comercial existente. Los intercambios comerciales se realizaban a través de las compañías HISMA y ROWAK bajo la supervisión de Johannes Bernhardt. La primera se ocupaba de las exportaciones españolas a Alemania y la segunda de las importaciones desde ese país. En enero de 1937 HISMA firmó un contrato para enviar a Alemania el 60% de la producción de Ríotinto. Un ataque realizado por la Legión Cóndor desde el aeropuerto de Tauima (Nador) provocó la inmediata protesta de Francia como protectora de Marruecos, ya que España tenía presencia en dicho país en virtud de una subrogación. El Estado Mayor francés disponía de planes para, en caso de necesidad, ocupar el Protectorado español y las Islas Baleares. Beigbeder aseguró que no había tropas no españolas en la zona y la crisis se resolvió. Una propuesta del gobierno de Largo Caballero para entregar el Marruecos español a Francia y Reino Unido fue de inmediato rechazada por este.

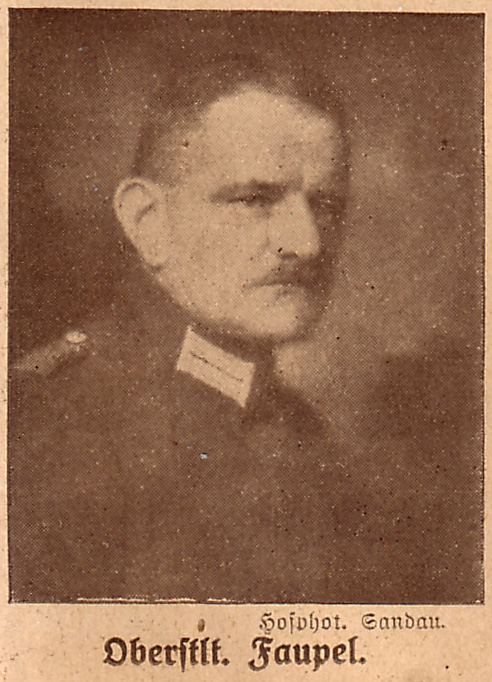
El embajador de Alemania, Von Faupel, tuvo difíciles relaciones con Franco.

El fracaso de la ofensiva sobre Madrid, cuya caída había parecido inminente en septiembre, hizo bajar la moral del bando franquista y aumentó la percepción de que era imprescindible recibir una mayor ayuda militar de Italia y Alemania. A pesar de que Franco era considerado un hombre orgulloso, hubo de aceptar la ayuda extranjera en condiciones que le podían parecer humillantes. La determinación y audacia demostradas poco tiempo antes con el cruce del Estrecho y el fulgurante avance desde el sur habían quedado atrás. El 22 de marzo de 1937 Franco ordenó reorganizar defensivamente el frente madrileño para lanzar una ofensiva en el norte, lo que suponía aceptar que la guerra iba a ser larga. La ayuda italiana era ya muy importante a principios de 1937, pero Franco consiguió mantener la supremacía de su mando en mayor medida que el Gobierno respecto a la Unión Soviética. La relación con Alemania fue más difícil debido a que sus asesores tendían a entrometerse en asuntos internos. Sin embargo, los incidentes con los aliados fueron escasos.
Durante 1937 el gobierno de Franco fue también reconocido por Honduras, Nicaragua, Albania y Yugoslavia, con lo que mejoró su situación internacional. Además, Portugal, aunque estaba inquieto por la presencia italiana y alemana, nombró un representante oficioso de alto nivel, Teotonio Pereira. Lo mismo hizo el Reino Unido en la persona de Robert Hodgson el 16 de noviembre, además de conceder el mismo estatus al duque de Alba. Adicionalmente, el Estado franquista abrió consulados en Gibraltar, Londres, Liverpool y Cardiff. Y, aun no teniendo relaciones diplomáticas, Franco firmó acuerdos comerciales con Suiza, Austria, Reino Unido, Países Bajos y Hungría. El 4 de noviembre, el Cuartel General dio instrucciones a la prensa de no criticar a los británicos.

### Compensaciones a los aliados
Una gran diferencia con el gobierno republicano es que Franco consiguió la mayor parte de la ayuda militar a crédito. A Italia se le pagó la deuda completa en un cómodo plazo de treinta años. Sin embargo, Alemania exigió el pago en divisas y en materias primas, insistiendo particularmente en la obtención de concesiones mineras de interés para su industria bélica. El ejecutivo de Franco dio largas a la demanda, aduciendo que la propia provisionalidad de la Junta le impedía cambiar la legislación para favorecer la propiedad extranjera. El 20 de marzo de 1937, Franco firmó con Alemania un acuerdo secreto similar al firmado con Italia. Su artículo quinto contemplaba una intensificación de las relaciones comerciales, lo que era el principal objetivo alemán. Sin embargo, tras la toma de Vizcaya gran parte del hierro fue exportado al Reino Unido a cambio de divisas. Ya el 14 de enero Franco había firmado un acuerdo comercial con los británicos para comprarles carbón a cambio de otros productos, lo que inquietó a Alemania. Las autoridades franquistas dirigieron sus exportaciones a la satisfacción de las necesidades bélicas, pero no pudieron sacar todo el partido que deseaban de la rivalidad anglo-germana debido a que tenía necesidad del apoyo bélico alemán e italiano.

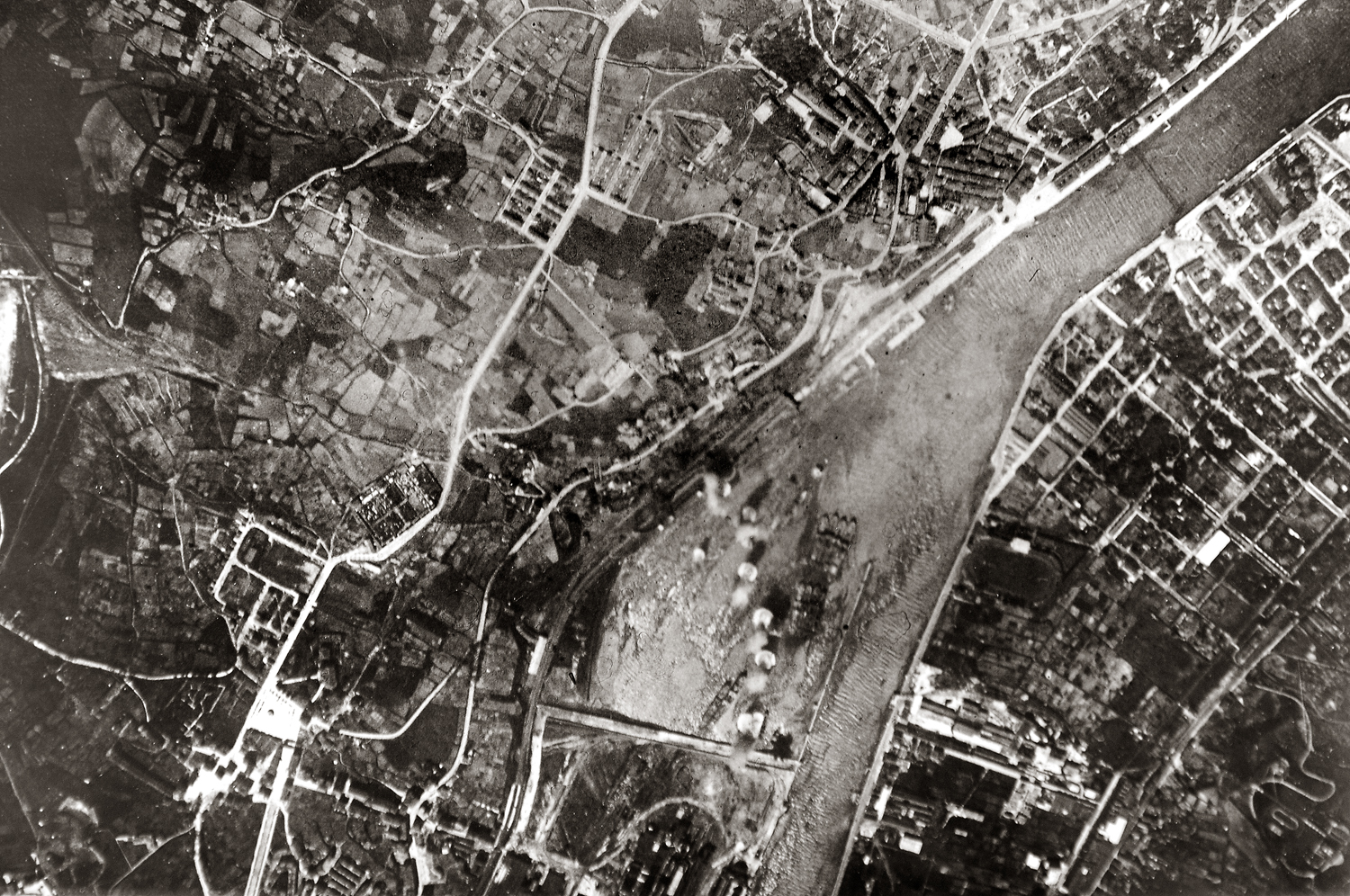
La toma de Bilbao permitió exportar hierro al Reino Unido.

En junio de 1937, la deuda con Alemania ascendía ya a ciento cincuenta millones de marcos y Hitler expresó abiertamente que su intención era obtener el mineral de hierro español. Al mes siguiente, aprovechando la batalla de Brunete, los alemanes consiguieron algunas ventajas económicas. El embajador von Faupel y el nuevo presidente de la Junta, Jordana, firmaron el 12 de junio un documento por el que los rebeldes se comprometían a firmar con Alemania un convenio comercial, informarle de los contactos económicos mantenidos con otros estados y darle el trato de nación más favorecida. El 15 de julio se firmó una nueva declaración conjunta comprometiendo ayuda mutua en el intercambio de materias primas, alimentos y manofacturas. Al día siguiente, España se comprometió a pagar la deuda de guerra en marcos y a un 4% de interés. Las compañías HISMA-ROWAK dominaban el intercambio comercial y el nuevo embajador alemán, Eberhard von Stohrer, llegó con el encargo de controlar todo el comercio exterior español con prioridad para Alemania.
Quiñones de León informó de que los buques soviéticos desembarcaban el material en Marsella y este era transportado por tierra hasta la zona republicana. Por ello, a principios de agosto Nicolás Franco se reunió con Mussolini en Italia con la intención de adquirir nuevos navíos de guerra. Los italianos no deseaban incrementar la ya considerable deuda, así que el Duce dio orden a sus submarinos de atacar los barcos de suministro. Doce barcos fueron hundidos ese mes. A partir de entonces los barcos soviéticos siguieron la ruta desde el Mar del Norte hasta los puertos atlánticos franceses, más segura pero más larga.
Las tomas de Bilbao y Santander permitieron a la España nacionalista exportar hierro al Reino Unido, diversificando así sus relaciones comerciales. De hecho, la producción de este mineral por los franquistas fue más eficiente de lo que había sido bajo el Gobierno. También se exportó a Alemania, pero en menor cantidad. Con las divisas obtenidas, los rebeldes adquirieron vehículos estadounidenses.
El 9 de octubre de 1937 Franco aprobó un decreto ley que declaraba nulas todas las concesiones hechas por cualquier autoridad. La norma ha sido objeto de interpretaciones diversas por los historiadores, pero los alemanes lo percibieron como un ataque a sus intereses porque impedía que el dinero de la HISMA se invirtiera en la compra de intereses mineros. La Junta Técnica les explicó que el objetivo era frenar las concesiones hechas por el gobierno de Valencia, pero los alemanes desconfiaban de las relaciones comerciales hispano británicas.
También los italianos estaban inquietos por la competencia alemana y británica en sus relaciones con Franco. Sin embargo, sus exigencias eran mucho menos apremiantes que las de los germanos. Estos pretendían el reconocimiento de títulos de propiedad en 73 concesiones mineras gracias al dinero de la deuda que manejaba el consorcio Montana, algo que el decreto ley de octubre había impedido. Para sortear el obstáculo, pidieron que se equiparara a los alemanes con los españoles a los efectos de dicha norma. Los españoles rehusaron diciendo que la Ley de Minas vigente solo permitía la presencia de un 20 o 25% de capital extranjero, y que imponía que los directivos fueran españoles. Recomendaron esperar a la formación del nuevo gobierno. Ante la sospecha de que el decreto ley se dirigía contra Alemania, von Stohrer habló con Nicolás Franco, quien le dijo que el proyecto Montana había levantado suspicacias y ni siquiera su hermano se atrevía a violar la ley. Los alemanes pretendían que toda la producción de hierro del norte se dirigiera a su país.
Von Stohrer se entrevistó los días 15 y 16 de diciembre de 1937 con Sangróniz y con Nicolás Franco, a los que exigió las 73 concesiones mineras en las que HISMA tenía opción de compra. Ambos se negaron a autorizar todas las ventas en bloque. El día 20, von Stohrer, acompañado de Bernhardt, se entrevistó con el propio general Franco. Este, en una agria conversación, repitió la negativa de su hermano. Sobre el 25 de enero de 1938, el embajador se entrevistó con Jordana, presidente de la Junta Técnica. Este volvió a rechazar una autorización en bloque aunque prometió estudiar individualmente cada caso. La caída de Teruel a comienzos de enero de 1938 debilitó la posición de Franco frente a las demandas de sus aliados.

## Relaciones con la Iglesia

### Primeros pasos

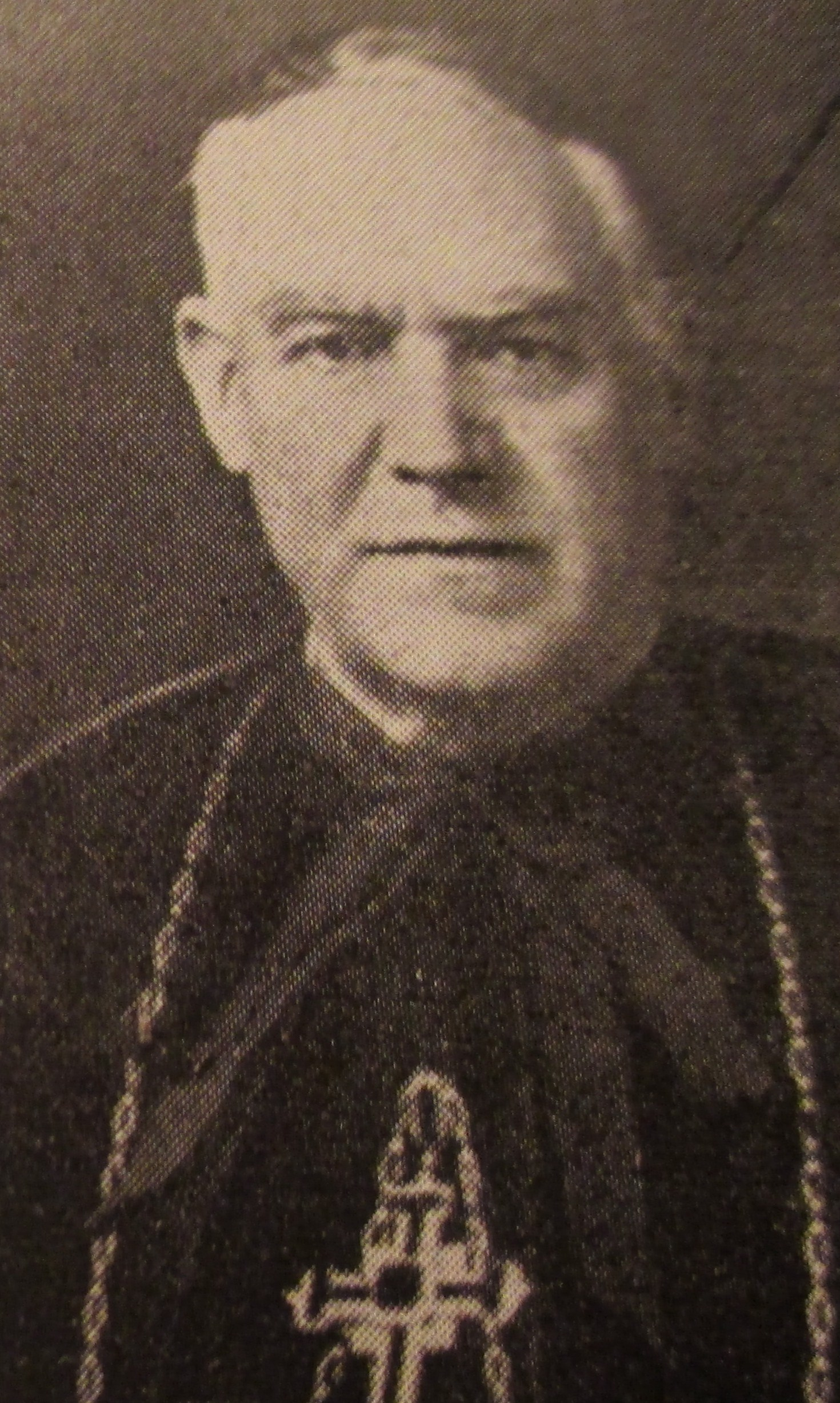
El cardenal Gomá fue el interlocutor de Franco en la Iglesia.

La sublevación de julio no había tenido naturaleza religiosa, aunque sus propósitos contrarrevolucionarios tuvieron el apoyo de los sectores católicos conservadores. Sin embargo, la persecución anticatólica desatada en la zona republicana hizo que el apoyo religioso a la rebelión creciera exponencialmente. A pesar de que el discurso de toma de posesión de Franco fue prudente en este aspecto, pronto se acentuó la tendencia a identificar la causa nacionalista con la Iglesia. Aunque católico devoto, Franco actuó con cautela debido a que no toda la jerarquía religiosa —Vaticano incluido— parecía apoyar al naciente régimen. La primera vez que el nuevo Estado se definió a sí mismo como católico fue cuando la modesta orden de 30 de octubre de 1936 instituyó el «plato único». El 6 de diciembre se institucionalizó la presencia —ya previamente existente— de los capellanes castrenses en el ejército nacionalista.
Por otra parte, la presencia de agentes fascistas y nacionalsocialistas inquietó a los sectores católicos y tradicionalistas, que conocían la hostilidad del régimen de Hitler contra la Iglesia católica. Sin embargo, Franco decidió encargar las relaciones con la Iglesia fundamentalmente al sector tradicionalista, que pensaba que, una vez terminado el paréntesis republicano, el Concordato de 1851 seguía plenamente vigente. Esa era la opinión del representante en Roma, el marqués de Magaz. Ello planteó un conflicto porque el Vaticano había denunciado dicho acuerdo debido a la persecución religiosa en el campo republicano. Y el Papado no estaba dispuesto a volver a aceptar el derecho de presentación. La postura romana molestó a los franquistas, convencidos de que la guerra era una cruzada en defensa de la religión.
El interlocutor fundamental de Franco dentro de la Iglesia fue el cardenal Gomá, arzobispo de Toledo y primado de España. Este accedió a las peticiones gubernamentales de cesar al obispo de Vitoria por sus supuestas simpatías con los nacionalistas vascos, y fue comprensivo con la ejecución de dieciséis sacerdotes de dicha ideología. Sin embargo, protestó por el hecho tanto ante Dávila como ante el propio Franco y este se comprometió el 26 de octubre a que no habría más fusilamientos de clérigos. El 24 de noviembre de 1936, Gomá publicó su pastoral El Caso de España, en la que presentaba el conflicto bélico como una guerra de principios y de civilizaciones. La carta estaba dirigida sobre todo a los católicos de otros países y defendía las tesis de que el comunismo había planeado tomar el poder en España y los rebeldes se habían adelantado para evitarlo, y de que la guerra —aun con su dureza inevitable— significaba una esperanza del fin de la persecución. Aunque Franco no conoció el texto hasta su publicación, le complació su contenido.
Aun contando con la ayuda de Gomá, las relaciones con la Santa Sede fueron complicadas. Pese a la persecución religiosa, Pío XI no deseaba comprometerse oficialmente con un régimen también acusado de crímenes y enfrentado a una minoría de católicos fieles al bando republicano. Además, pensaba que un alineamiento con el bando franquista podía empeorar todavía más la situación de los católicos que estaban en la zona contraria. Fueron el relevo del arrogante marqués de Magaz como representante del régimen en Roma y la visita a esta ciudad de Gomá los que propiciaron un avance. Gomá se entrevistó con el Secretario de Estado cardenal Pacelli, a quien le agradó el lenguaje del prelado español. Le transmitió una buena imagen de Franco como dirigente sinceramente católico e, incluso, de Falange Española de las JONS, aunque expresó el temor a la influencia que el «neopaganismo» —el nacionalsocialismo en la terminología católica— pudiera tener sobre esta. El 12 de diciembre sostuvo una difícil entrevista con Pío XI. Tras ella, redactó un largo informe que tuvo más éxito en la defensa de su punto de vista.

### Representación oficiosa

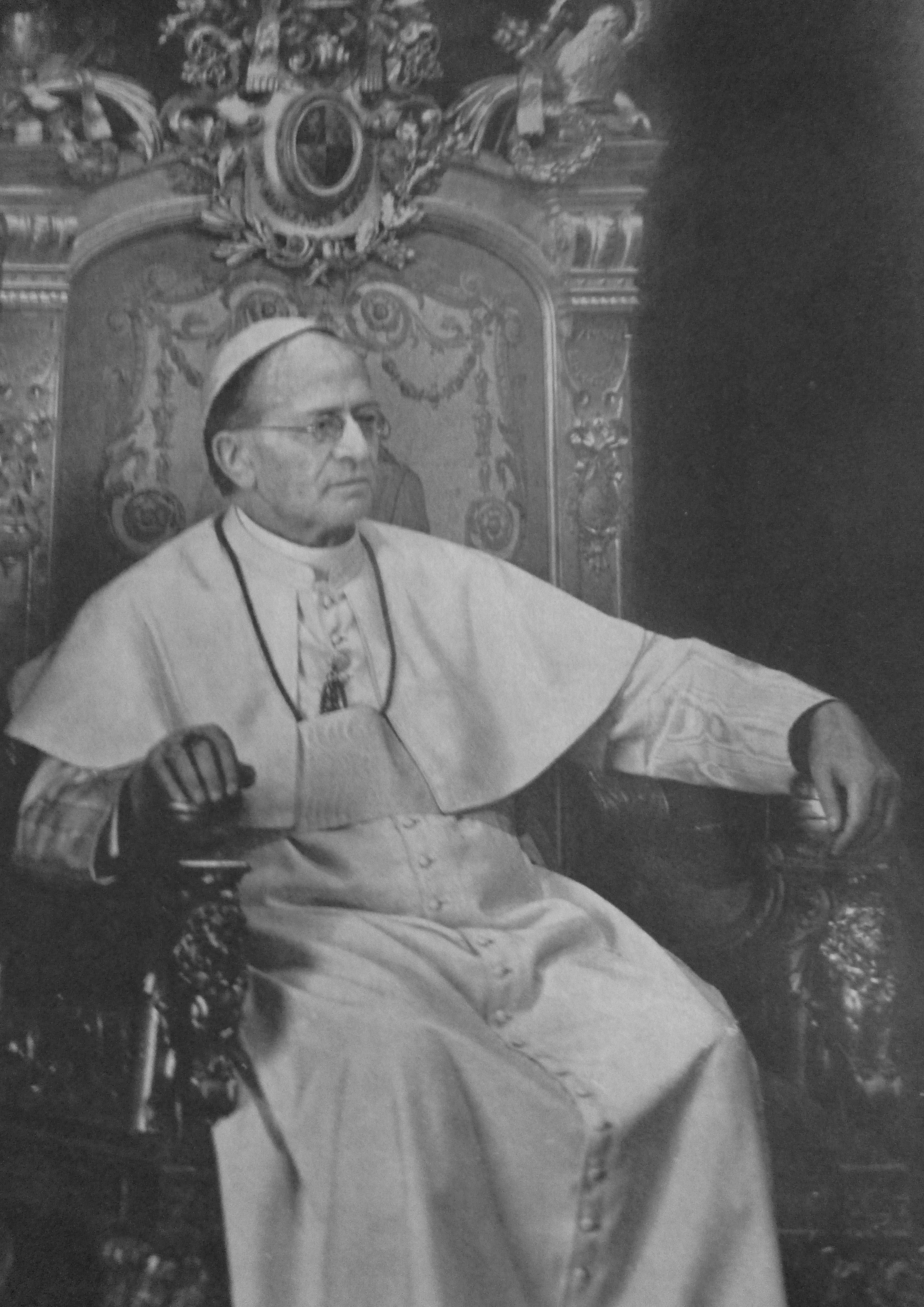
Pío XI no se dio prisa en reconocer al gobierno de Franco.

El 19 de diciembre Gomá regresó convertido en «representante confidencial y oficioso» del Vaticano. El 29 de diciembre, Caudillo y Primado firmaron un acuerdo por el que el primero prometía a la Iglesia libertad para realizar sus actividades, y se comprometía a no monopolizar las áreas de actuación común de Iglesia y Estado y a adecuar la legislación a la doctrina católica. Sin embargo, ello no suponía un reconocimiento oficial ni la ruptura de relaciones de la Santa Sede con el gobierno republicano. El compromiso de Franco de respetar todas las libertades y privilegios eclesiásticos era muy distinto del que había expresado en su día Azaña de mantener todos aquellos que las leyes respetasen. Otra cosa era la actitud del clero llano y los católicos en general. La noticia de los miles de asesinatos de religiosos ocurridos en el otro bando había hecho tomar partido a muchos de ellos. Muchos sacerdotes finalizaban su sermón con un «¡Viva España!» o un «¡Viva el Generalísimo!». La entrega del clero español a la causa era casi general. Para la mayoría de ellos la guerra era «santa»; una «cruzada». La asistencia a las iglesias aumentó notablemente. En su mensaje navideño, el Papa repitió los argumentos que había expresado Gomá, culpando a los revolucionarios del estallido bélico.
A finales de 1936, la Secretaría de Guerra decidió restablecer provisionalmente las tenencias de vicaría de la Vicaría General Castrense. Gomá dijo a Franco que el tema estaba siendo estudiado en Roma y que no convenía apresurarse, y encargó a Gregorio Modrego que se hiciese cargo de la Vicaría. Hasta el 6 de mayo de 1937 no se admitió el nombramiento de Modrego y el principio de que los capellanes castrenses serían elegidos entre las personas propuestas por el vicario. Por otro lado, a principios de año se ordenó que todas las aulas de las escuelas primarias tuvieran una imagen de la Virgen, y que las de los centros de secundaria y universitarios exhibieran un crucifijo. Sin embargo, determinadas leyes del período republicano repudiadas por la Iglesia no fueron derogadas durante este período: así sucedió con el divorcio, la Ley de congregaciones o la expulsión de la Compañía de Jesús.
La participación de muchos católicos vascos en el bando republicano propició que los católicos franceses François Mauriac y Jacques Maritain publicaran un manifiesto pro vasco. Desde Roma, el obispo de Vitoria, doctor Múgica, escribió un discreto apoyo al documento. El posterior bombardeo de Guernica reforzó este tipo de posturas. Ello dio lugar a la réplica de sectores católicos que consideraban imposible la neutralidad en el conflicto. El 10 de enero de 1937, Gomá publicó una Carta abierta al presidente Aguirre en la que replicaba a un discurso que este había emitido por radio el 22 de diciembre anterior. En ella acusaba al dirigente nacionalista vasco de silenciar el cierre de los templos católicos en la zona republicana y el asesinato de numerosos sacerdotes. Las gestiones que el Vaticano realizó para que los rebeldes firmaran una paz por separado con los nacionalistas vascos fracasaron debido a que la exigencia de estos de mantener la autonomía regional resultaba imposible de aceptar para los «nacionales». Mola y otros dirigentes reprochaban a los nacionalistas vascos que, habiendo estado inicialmente a favor del alzamiento, posteriormente hubiesen cambiado de actitud tras una intervención de Indalecio Prieto. Ello habría ocasionado el fracaso de la rebelión en Bilbao, con las consiguientes muertes de los militares allí sublevados. La mayor concesión política que Franco estuvo dispuesto a hacer fue conceder a Vizcaya una situación  similar a la que disfrutaban Navarra y Álava, con un concierto económico y la autonomía foral a cambio de la rendición de Bilbao. La propuesta se mantuvo durante el mes de mayo pero no llegó a buen puerto.

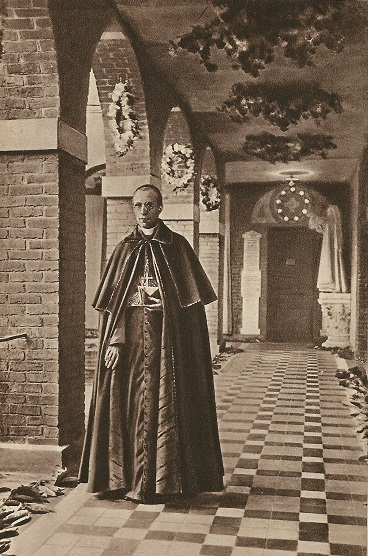
El secretario de Estado de la Santa Sede, cardenal Pacelli, fue receptivo a las explicaciones del primado Gomá.

La publicación el 14 de marzo de 1937 de la encíclica Mit brennender Sorge, mediante la que el Papa criticaba el racismo nacionalsocialista, supuso un nuevo incidente con la Iglesia. La prensa controlada por Franco silenció totalmente la carta papal. Gomá, a quien preocupaba que el régimen copiase el paganismo hitleriano, se ocupó de traducir el texto y distribuirlo a las diócesis pero, a petición de Franco, pidió a los obispos que no le dieran publicidad.
Durante 1937, aunque el Estado no estaba en condiciones de ayudar económicamente a la Iglesia debido a la guerra, dio pasos significativos hacia la normalización de relaciones: se declaró festivo nuevamente el Corpus Christi y se restableció a Santiago como patrón de España. La petición de Franco de mayor compromiso de la Iglesia con su causa dio lugar a la Carta Colectiva del Episcopado Español del 1 de julio. El documento negaba que la Iglesia hubiera promovido la sublevación y decía que la situación resultante no le dejaba otra opción que apoyar al «movimiento cívico-militar» de Franco. Con la excepción de dos prelados que no quisieron firmar, el episcopado español apoyó al bando franquista en la guerra, aunque sin legitimar el régimen político. Desconfiando del nacionalsocialismo, los obispos españoles veían al naciente Estado como un régimen nacionalista-tradicionalista de derechas. Los dos obispos discrepantes fueron el de Tarragona —monseñor Vidal y Barraquer— y el de Vitoria, Mateo Múgica. Este último llegó a afirmar que en la España franquista no había libertad religiosa y que las ejecuciones no siempre iban precedidas de juicio.El documento recibió la adhesión de los episcopados de treinta y dos estados y de novecientos obispos individuales, y acrecentó significativamente el prestigio de la causa franquista. Durante el período anterior a la formación del primer gobierno de Franco, las organizaciones católicas pudieron actuar de forma autónoma: la central sindical CESO, la Confederación de Estudiantes Católicos y la organización agraria CONCA.

### Delegado apostólico
Una vez desaparecido el Gobierno vasco, que encarnaba el catolicismo republicano, la Santa Sede reconoció oficialmente a las autoridades nacionalistas como gobierno de España el 28 de agosto de 1937. Sin embargo, no envió un nuncio, sino un delegado apostólico, lo que irritó nuevamente a los dirigentes franquistas. El encargado de negocios, monseñor Ildebrando Antoniutti, llegó a España en octubre, lo que venía a normalizar las relaciones. Sin embargo, Franco se mostró contrariado por la insistencia del Papa en nombrar a los obispos españoles ya que exigía que se le reconocieran los mismos derechos que habían tenido los reyes de España con anterioridad. La exigencia ya sugería que el Caudillo no se veía a sí mismo como un líder meramente provisional mientras durase la guerra.
Falange siempre se había manifestado católica, pero manteniendo una posición ambigua en lo relativo a la institución eclesiástica. Los estatutos de la nueva FET y de las JONS tenían un contenido católico que alarmó al embajador alemán. El nuevo régimen emprendió una política cultural no solo tradicionalista, sino abiertamente reaccionaria. Aunque hubo autores católicos que abogaron por el uso del término «fascismo» dándole significados peculiares, la mayoría de los católicos prefería referirse a la causa como «cruzada». Se publicaron numerosas obras encaminadas a justificar la rebelión y a definir la guerra justa, pero hubo pocas muestras de autocrítica o preocupación por la represión nacionalista. Tan solo algunas intervenciones personales de intercesión por parte de sacerdotes u obispos.
Preocupado por el auge de los falangistas, Gomá convocó una reunión de metropolitanos en el monasterio de San Isidoro de Dueñas entre los días 10 y 13 de noviembre de 1937. Sin olvidar los daños sufridos por la persecución «comunista», los prelados mostraron su preocupación por el «neopaganismo» promovido por los nacionalsocialistas. Adoptaron la medida de retomar la Mit brennender Sorge incorporando párrafos de la misma a sus propias pastorales. De esta forma, el contenido de la encíclica tendría mayor difusión. También se adoptaron cuatro medidas: solicitar ayuda económica al Estado para compensar el daño sufrido, así como la restauración de los tradicionales subsidios al clero; exigir la derogación de la legislación republicana contraria a la doctrina de la Iglesia y su sustitución por leyes conformes con la misma; acordar que los sacerdotes que trabajaran para el Estado estuvieran sometidos al ordinario del lugar de su residencia; y nombrar una comisión para analizar la nueva sindicación obligatoria por si amenazaba la libertad asociativa de la Iglesia.

## Hacienda y finanzas
Los tecnócratas del nuevo régimen tuvieron que encarar graves dificultades para crear una estructura hacendística que permitiera hacer frente a las necesidades de compra de material bélico y conseguir los préstamos internacionales imprescindibles. Las medidas económicas adoptadas desde los tiempos de la Junta de Defensa Nacional ayudaron a mantener estables los precios. Aunque el sueldo de los soldados republicanos era más alto al inicio de la guerra, la inflación fue cambiando las cosas paulatinamente y el nivel de vida y alimentación de los soldados «nacionales» fue superando al de sus adversarios «republicanos». El 12 de noviembre de 1936 las autoridades comenzaron a marcar todo el dinero que había en circulación bajo la dirección del banquero Epifanio Ridruejo. Los billetes fueron sellados para diferenciarlos de los de la otra zona. Al mismo tiempo, se puso fuera de la ley la moneda de la zona republicana. En marzo de 1937, los antiguos billetes estampillados fueron reemplazados por otros nuevos. Se reglamentó minuciosamente la forma en que se reincorporaba el dinero de las zonas paulatinamente ocupadas, fijando unos coeficientes de conversión según las fechas; una normativa que se aplicaría durante años. Aunque la medida produjo dificultades a los ciudadanos, ayudó a controlar la inflación. La confianza internacional en la moneda fue un factor de primer orden para la consecución de la victoria. Ya a finales de 1936, la peseta republicana se había depreciado un 19% mientras que la nacional solo lo había hecho un 7%; a finales de 1937 las cifras eran de un 75% contra un 17%. Los rebeldes evitaron así la corrupción que azotó la zona enemiga debido a que los funcionarios no podían subsistir con sus sueldos.

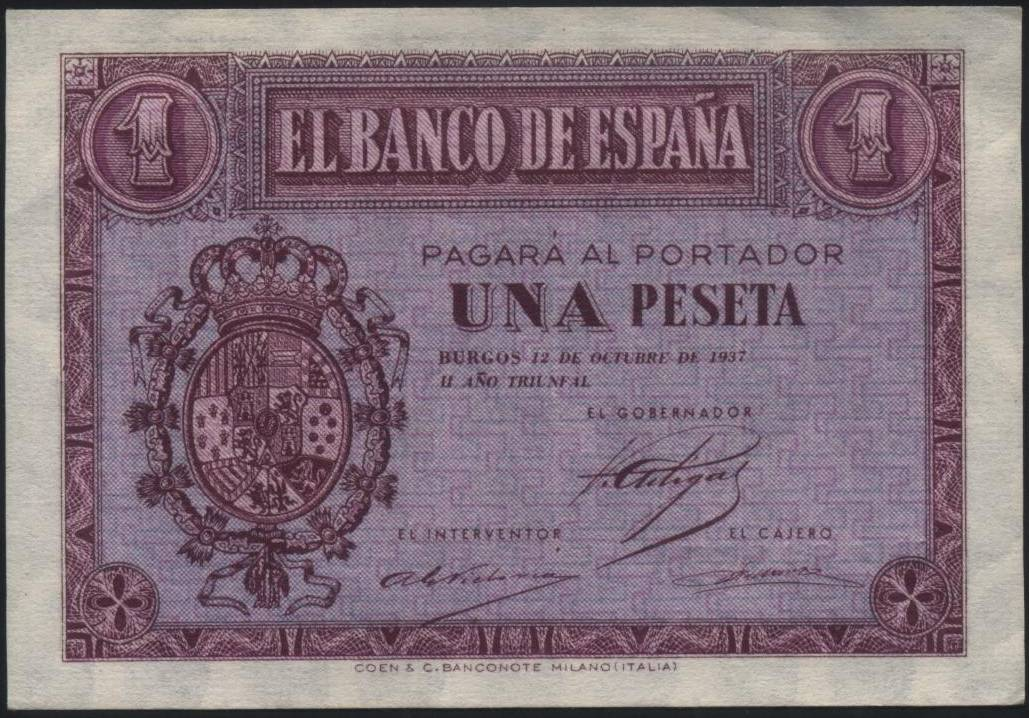
Billete de una peseta impreso en Milán en 1937. Uno de los que sustituyeron a los viejos billetes estampillados.

La economía de la España nacionalista se benefició del mantenimiento del orden público y de la cooperación de los hombres de negocios, y fue saludable en líneas generales. Su peseta se cotizaba internacionalmente a mayor valor que su homónima de la zona republicana, y ello a pesar de que no estaba respaldada por oro, sino únicamente por la voluntad de victoria. En el invierno de 1936-1937 se acuñó nueva moneda en Leipzig, que comenzó a sustituir a la antigua. Los bancos centrales eran las sucursales del Banco de España en Burgos y Sevilla. El 13 de octubre de 1936 se estableció un control de precios y se crearon comisiones provinciales encargadas de supervisarlo. En general, las medidas económicas adoptadas fueron más eficaces que las tomadas en el bando contrario. Tanto el mercado interior como el internacional esperaban la victoria «nacional». Los asesinatos y expropiaciones del área republicana, así como el respeto a la propiedad de los rebeldes propiciaron el apoyo del sector financiero. Italia, Alemania, Portugal y algunas empresas estadounidenses otorgaron a Franco un crédito del que careció la República, que tuvo que pagar en oro y divisas extranjeras.
Algunos hombres de negocios ayudaron de forma determinante. Es el caso del líder de la Liga Catalana Francisco Cambó, que había hecho fortuna como representante de empresas extranjeras. No solo contribuyó económicamente con su propio peculio, sino que puso su red de contactos internacionales a disposición de los rebeldes. Colaborador destacado fue también Juan March, quien también contribuyó con dinero y contactos. Otros empresarios que ayudaron fueron los catalanes Josep M. Tallada y Paulí, Félix Escalas i Chamení y Pere Madí i Russinyol.
Aunque al principio los ahorradores guardaron el dinero sellado en sus casas, pronto volvieron a tener confianza en los bancos y cajas de ahorros. Estas entidades aumentaron sustancialmente sus depósitos y también sus beneficios. Los ahorradores tendieron a comprar bienes inmuebles, lo que también favoreció a los propietarios rurales, que tuvieron así otro motivo para simpatizar con las autoridades franquistas. Además, la práctica de los terratenientes de cobrar a sus arrendatarios o aparceros en especie les protegió de la moderada inflación. Mientras sus beneficios aumentaban un 25%, los de los propietarios urbanos permanecían congelados.
No obstante, hubo una práctica constante de acaparar las monedas de plata, lo que provocó escasez de cambios. Pese a las medidas adoptadas por las autoridades nacionales y locales, la ocultación de metálico persistió hasta el final de la guerra. El estímulo de la delación y la prohibición de tener una cantidad de monedas superior al límite establecido fueron inútiles. Ello dificultó las transacciones cotidianas. Con todo, la escasez de metálico fue inferior a la padecida en la zona republicana.
Los donativos fueron una importante fuente de recursos también fuera de Andalucía. Pero fueron estimulados con medidas coercitivas como la imposición de multas y el descrédito social de los que no contribuían. Se estimulaba a donar las alianzas de boda y se descalificaba a quienes no lo hacían. Conforme avanzaba la guerra, la coerción fue incrementándose. La llamada «Suscripción Nacional» fue una importante fuente de financiación durante el período, calculando algún historiador que pudo llegar al 11% de los ingresos del Tesoro durante la guerra. Las expropiaciones e incautaciones a las organizaciones enemigas y a sus simpatizantes fueron otra fuente de ingresos, aunque de menor importancia. En enero de 1937, la Junta Técnica creó una oficina encargada de gestionar dichas propiedades. También las autoridades provinciales tuvieron que ocuparse de esta tarea.

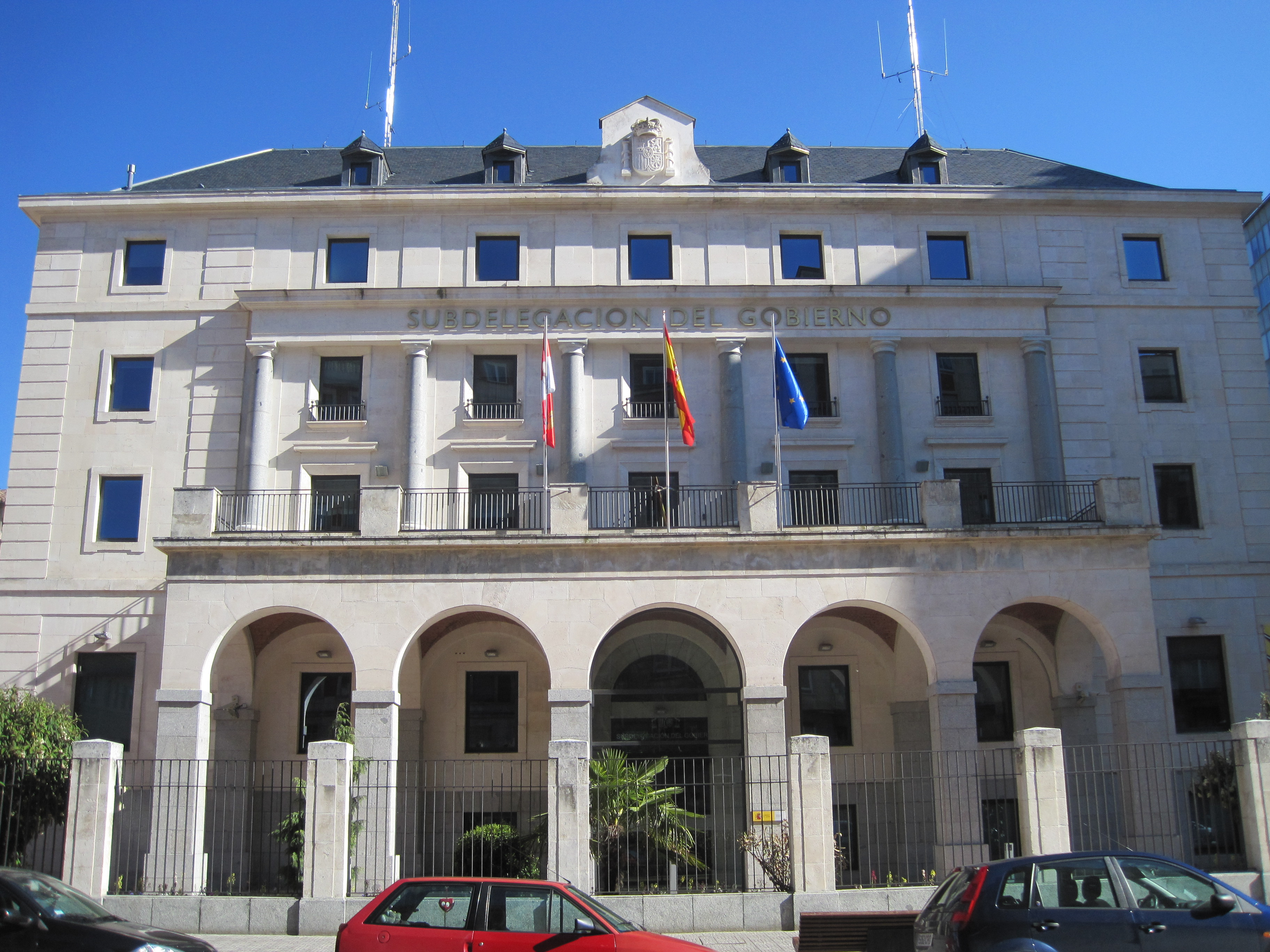
La sucursal del Banco de España en Burgos actuó como banco central de los rebeldes.

El 18 de noviembre de 1936 se creó un Comité de Moneda Extranjera encargado de controlar las divisas de otros países. Siguiendo las órdenes de Franco y en contra de su propio criterio, fijó un precio sobrevalorado de la peseta. En marzo de 1937, el Comité concedió a todo el mundo un plazo de un mes para declarar todas las divisas, acciones, obligaciones y oro que tuviera en su poder. Las nuevas autoridades controlaron todas las transacciones con el exterior. Todas las exportaciones se cobraban en monedas extranjeras fuertes, que eran ingresadas en el plazo de tres días en la Delegación Militar de la Hacienda Pública. Las exportaciones ayudaron a pagar el esfuerzo de guerra. La casa de la moneda de Burgos obtuvo sustanciales recursos de las joyas y valores donados por la población. Solo a finales de 1937 fue controlada totalmente por la Junta Técnica del Estado.
A pesar de las conquistas territoriales, en diciembre de 1936 la España rebelde producía menos de las dos quintas partes de los impuestos previos a la guerra. Y el conflicto obligaba a realizar un gasto mucho mayor del ordinario. Se cobraba un impuesto de lujo del 10% sobre el vino y el tabaco y un impuesto de guerra sobre las rentas superiores a 60.000 pesetas. Las deudas existentes con cualquier persona de la otra zona fueron declaradas nulas, y tuvieron que ser pagadas al erario público. Las cuentas de las organizaciones políticas enemigas fueron confiscadas. Se suspendió el pago de los intereses de la deuda nacional. Se hicieron planes de suscripción de deuda y se pedía insistentemente la entrega del oro que estaba en manos particulares para la causa. También se instituyó un día del plato único en el que los clientes de los restaurantes comían un plato y pagaban tres, lo que se acabó convirtiendo en otro impuesto. La recaudación por este concepto recayó en los habitantes de las grandes ciudades en mayor proporción que en los de las zonas rurales.
La ayuda financiera extranjera fue muy importante para los franquistas, pero las potencias fascistas, las multinacionales americanas y la banca británica y portuguesa solo contribuyeron porque percibieron que los rebeldes no solo estaban decididos a recaudar sus propios fondos, sino que tenían capacidad real para hacerlo. De esta forma, los «nacionales» consiguieron con mayor esfuerzo unos recursos comparables a los que sus adversarios «republicanos» obtuvieron gracias a las reservas de oro del Banco de España.
En general, el esfuerzo se hizo recaer en mayor medida sobre la población urbana, mientras que la rural recibía un trato de favor. Además del aumento de impuestos, la requisa de viviendas en las ciudades fue muy habitual, particularmente en las que estaban excesivamente pobladas debido a haberse convertido en capitales administrativas, como Salamanca y Burgos.

## Agricultura, ganadería y pesca
La comida no faltaba. Los rebeldes no solo controlaban las grandes regiones productoras de trigo, sino que fueron eficaces estimulando la producción a costa de posponer sus planes políticos. Las medidas represivas de vigilancia del acaparamiento y la especulación fueron importantes, pero no fueron las únicas. En lugar de recurrir a confiscaciones como sus adversarios, incentivaron a los productores. Se devolvieron las tierras a sus antiguos propietarios anulando los efectos de la reforma agraria republicana, pero cuando los nuevos propietarios producían eficazmente se retrasaban las devoluciones en aras del mantenimiento de la producción. Se permitió a numerosos yunteros permanecer en las tierras hasta el final de la estación, y se animó a aparceros y arrendatarios a cumplir sus contratos. De esta forma, los precios de los alimentos fueron muy estables durante todo este período y se mantuvo un adecuado suministro de alimentos tanto a las tropas como a la población civil. Esta disponibilidad permitió a los franquistas abastecer convenientemente a la población de las ciudades que iban conquistando, impresionando a las famélicas masas. A ello ayudó en algunas ocasiones encontrar reservas no utilizadas por las autoridades republicanas.

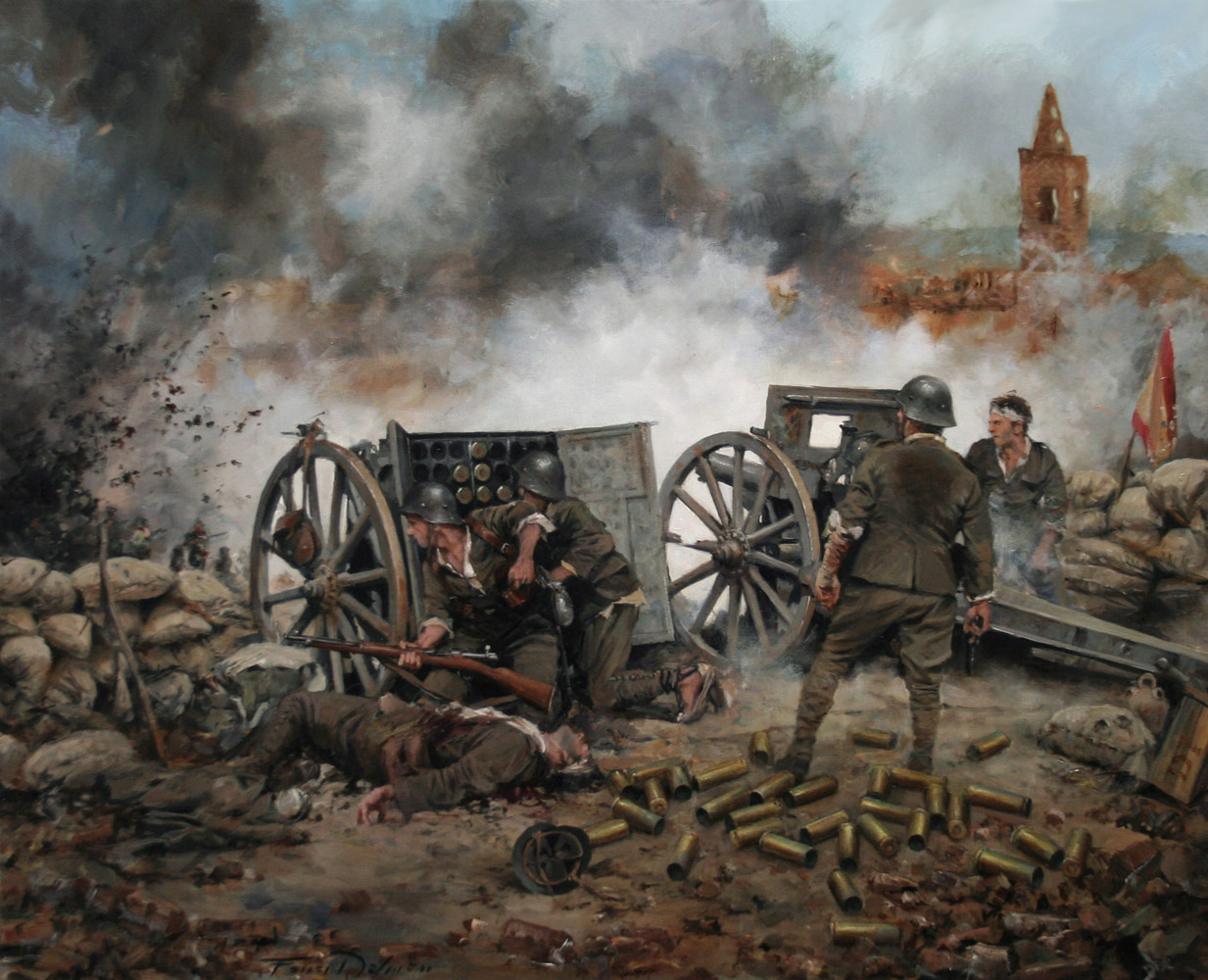
La buena alimentación de las tropas rebeldes mantuvo su combatividad a alto nivel. Al pie del cañón, de Ferrer-Dalmau

Para superar la tradicional pobreza estructural de los campesinos españoles, la administración franquista ofreció incentivos a los cultivadores de trigo. Se continuó la política ya impulsada por la Junta de Defensa Nacional de establecer precios mínimos, lo que fue muy bien acogido por los campesinos. Se concedieron créditos públicos para los cultivadores de trigo a un limitado interés, labor que fue complementada por la banca privada. En agosto de 1937 se creó el Servicio Nacional del Trigo (SNT), un organismo que aplicó las ideas antiliberales predominantes entre los rebeldes con un discurso de primacía del campo sobre la ciudad. El propio Franco explicó la importancia de la cuestión en un discurso radiado al decir que «la batalla del trigo, primera batalla de la retaguardia, tan importante o más que las que se libran en la vanguardia, la ganaré pagando por todo y por encima de todo». El SNT llegó a tener una importante plantilla de bien remunerados burócratas que aplicaron las normas con flexibilidad para evitar la disminución de la producción. Suministró semilla a los agricultores a pesar de que estos abusaban con frecuencia de las ayudas. Fue más severo con molineros, almacenistas y panaderos, a quienes limitaban los beneficios. Con estas medidas se logró un gran incremento de la producción. También se estimuló en menor medida la producción de otros productos como el algodón y la remolacha azucarera, y se imitó la experiencia del trigo con el maíz. Se mantuvo la norma prebélica que imponía a los restaurantes servir un cuartillo de vino a los clientes que tomaban una comida de entre tres y diez pesetas de precio y se multó a quienes la incumplían. En cuanto al aceite de oliva, es probable que su precio se duplicara entre 1936 y 1937.
Las sardinas fueron otro alimento básico durante la guerra. Enlatadas, llegaban al frente y proporcionaban a los soldados más valor calórico que una cantidad equivalente de carne de vacuno. Junto con el pan duro y el vino constituían la habitual y abundante ración de los soldados franquistas. Al igual que con el trigo, los armadores pidieron y obtuvieron una regulación del precio del producto, al que se garantizó un valor mínimo. Las autoridades establecieron severas regulaciones respecto al tamaño y época de las capturas. La industria conservera de Vigo contribuyó a abastecer a la zona rebelde y aun pudo exportar proporcionando divisas a Franco.
Pese a la ideología centralista de los rebeldes, la dispersión territorial administrativa y militar presente en gobernadores civiles —muchos de ellos oficiales del Ejército— e intendentes militares quedó patente en la política de precios de los piensos para el ganado. La Intendencia compraba generalmente por un sistema libre al mejor precio y yendo a retirar el producto al lugar de origen, lo que disminuía los costes de los productores. Sin embargo, incrementaba con ello los precios de los compradores civiles. En unas provincias se imponía un precio máximo mientras en las vecinas los productores obtenían mayores beneficios en venta libre. Sin embargo, pese a sus contradicciones, el sistema nacionalista funcionó mejor que el de sus enemigos republicanos.
El Ejército suplió a las grandes ciudades situadas en la zona republicana como demandante de carne, y los ganaderos aceptaban el pago en pesetas sin la desconfianza que existía en el bando contrario. En enero de 1937 las Federaciones Agrarias Católicas firmaron un acuerdo con la Intendencia militar que les concedió un monopolio en el suministro del frente norte. Las ventas a las Fuerzas Armadas eran un buen negocio, pero exigían ofrecer calidad so pena de recibir duras sanciones. Los gobernantes eran conscientes de la necesidad de contentar al sector manteniendo también aquí unos precios satisfactorios. En agosto de 1937, tras entrevistarse con una organización representativa, Franco ordenó subir el precio de la leche un 40%. En enero de 1938 se crearon juntas provinciales para regular los abastos de carne presididas por los gobernadores civiles y en las que participaban un representante del Ejército, un técnico agrícola, el presidente del colegio de veterinarios, un representante de la cámara de ganaderos y otro de FET de las JONS. La escasez de huevos fue un problema y se reservaban para enfermos, pero dio lugar a maniobras especulativas que fueron reprimidas con severidad.
La cría de caballos para el Ejército fue incentivada. Los veterinarios afectos desempeñaron un importante papel controlando la propiedad y elaborando estadísticas de tipos y cantidades de los animales destinados al sacrificio. Se devolvieron a sus propietarios las reses incautadas por el enemigo. Protegieron del sacrificio a las hembras en edad fértil, a fin de incentivar la producción. También lucharon eficazmente contra las enfermedades infecciosas, utilizando los servicios de la Guardia Civil para evitar la llegada de ganado de zonas sospechosas. Particularmente se vigiló la venta de leche procedente de vacas enfermas. Especialmente importantes para el desarrollo del conflicto fueron las mulas. Realizaban todo tipo de labores en el frente, muchas de ellas muy arriesgadas: llevar la comida caliente a los soldados, suministrarles municiones, transportar la artillería y las ametralladoras, ambulancias, coches fúnebres, vehículo de los capellanes. Las ferias de ganado se celebraron con regularidad en toda la zona rebelde con una estricta regulación. Todo ello tuvo como resultado un incremento de la producción ganadera a lo largo del período bélico. La situación contrastaba con la del bando contrario, en el que se habían sacrificado gran número de cabezas de ganado durante los primeros meses de la guerra.

## Industria
El esfuerzo industrial de Andalucía fue imitado por el resto de la España rebelde. Las Islas Baleares crearon numerosas empresas y suministraron calzado al resto del territorio. El número de trabajadores de la industria regional llegaría a duplicarse durante la guerra. También Zaragoza, que creció de 180.000 a 350.000 habitantes, fabricó zapatos y ropa. El calzado era destinado preferentemente al Ejército y los particulares tuvieron muchas dificultades para conseguirlo. También hubo escasez de ropa, y los militares desfilaban a veces con una falta de uniformidad que mortificaba a sus mandos, ya que la consideraban más propia de los «rojos». De esta forma, mientras que el precio de los alimentos permaneció estable, el calzado y las prendas de vestir experimentaron fuertes subidas. El motivo era la escasez de tejidos ocasionada por el hecho de que la mayoría de las industrias textiles estaban situadas en la Cataluña, en la zona republicana. La escasez se notó particularmente en las mantas e impermeables, pese a las donaciones. El tráfico ilícito de mantas militares fue perseguido. El esfuerzo de los rebeldes consiguió disminuir la inicial y aplastante superioridad republicana en el terreno industrial. Sin embargo, los leales no fueron capaces de hacer lo propio en el terreno agrícola.
Tras la conquista de Bilbao se creó el 23 de junio de 1937 un nuevo organismo: la Comisión Militar de Incorporación y Movilización Industrial. Esta se ocupó de la normalización de las actividades industriales en los territorios paulatinamente ocupados. En las provincias del norte conquistadas en 1937, la productividad de las industrias siderúrgicas creció de forma notable. A pesar de ello, los salarios permanecieron estables. Lo mismo ocurrió con la minería de carbón. La producción de acero sirvió para pagar en parte la ayuda alemana. Sin embargo, el carbón siguió siendo insuficiente y hubo de ser importado, también de Alemania. La producción de las minas de cobre de Huelva se cuadruplicó durante el período bélico, a pesar de la pérdida que supuso la ejecución, encarcelamiento o despido de muchos trabajadores cualificados debido a su ideología adversa. La buena alimentación fue crucial para el aumento de la productividad.

## Transportes y comunicaciones

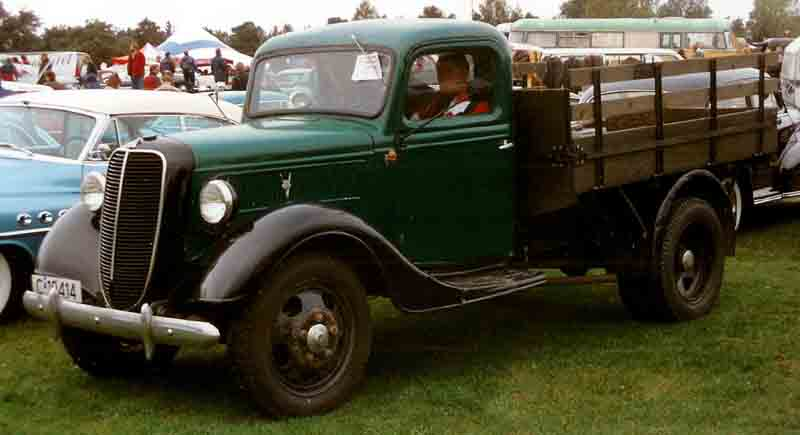
Los franquistas prefirieron los camiones estadounidenses —similares a este Ford— antes que los alemanes o italianos.

Muchos trabajadores del ferrocarril especializados huyeron a zona republicana o a la guerrilla. La precedente Junta de Defensa Nacional había militarizado al personal ferroviario, y esa situación permaneció durante todo el conflicto bélico. Los trenes tenían prioridad, y sus gestores superaron los problemas de maquinaria y el encarecimiento de la mano de obra cualificada recurriendo a la ayuda extranjera y a la improvisación. El sistema fue gestionado eficazmente y sin corrupción. Sin embargo, aunque movían muchas más mercancías que el transporte por carretera y eran más baratos, los trenes eran también extremadamente lentos.
Aunque la velocidad máxima en las deficientes carreteras era de cuarenta o cincuenta kilómetros por hora, los autobuses y camiones eran un medio más rápido y flexible que el ferrocarril. Complementaban a los trenes en el transporte hasta el frente, sobre todo en el traslado de las mulas, imprescindibles para el transporte militar. Los rebeldes mostraron una clara predilección por vehículos estadounidenses antes que alemanes o italianos. Aunque debía pagar al contado y en divisa extranjera, Franco adquirió unos doce mil camiones Ford —sobre todo, el modelo Federal—, Studebaker y General Motors.
La incautación excesiva de vehículos para el Ejército colapsó el transporte en algunas zonas y obligó a ciertas poblaciones a ser autosuficientes. Al percatarse de ello, las autoridades recurrieron a soluciones algo más tolerantes, como compensar a los propietarios o compartir el uso del automóvil. Y, a diferencia de lo que sucedía en la zona enemiga, los vehículos eran devueltos a sus propietarios cuando el Ejército dejaba de utilizarlos. Incluso algunos llegaron a recibir compensaciones económicas por los daños sufridos.
Puesto que solo una minoría de españoles disponía de teléfono y las líneas eran destruidas a menudo, el correo postal tuvo una gran importancia. También en este sector la organización rebelde fue superior a la gubernamental. Los envíos, que muchas veces incluían productos alimenticios, llegaban a su destino con seguridad. Ello era otra muestra de que la alimentación era adecuada y los funcionarios no precisaban robar para subsistir. El correo llegaba al frente en camiones, coches y mulas y proporcionaba ánimos a los soldados. De hecho, las «madrinas de guerra» enviaban a sus soldados «ahijados» paquetes que contenían alimentos, tabaco, ropa, calzado y escapularios.
En enero de 1937 los rebeldes crearon Radio Nacional de España para disponer de una emisora capaz de enfrentarse a las del bando gubernamental. Su función propagandística fue importante desde el principio. Muy pronto se dirigió también específicamente al público más joven con programas infantiles tendentes a transmitir los valores patrióticos del Nuevo Estado. Junto a los grandes personajes de la historia de España —Isabel la Católica, Hernán Cortés, el Gran Capitán o Carlos I— se ensalzaba a los militares franquistas como Queipo de Llano, Moscardó, Aranda o Yagüe, y los políticos relevantes como Onésimo Redondo, José Antonio o Pilar Primo de Rivera.

## Trabajo
Antes de la guerra, la mayoría de los trabajadores disponían de un carné sindical, bien por convicción, bien por necesidad para encontrar trabajo. Aunque hubo una dura represión contra los sindicatos izquierdistas, los rebeldes no podían ejecutar o encarcelar a todos los militantes sindicales porque necesitaban mano de obra. Pese a la falta de fidelidad política de muchos trabajadores, la productividad fue mayor en la zona franquista que en la gubernamental. Por ejemplo, los rebeldes volvieron a implantar el uso de la maquinaria agrícola que había sido desechada en la etapa anterior. Sin embargo, a principios de 1937 la escasez de mano de obra cualificada debida a la guerra hizo disminuir la productividad y aumentar los salarios. Las autoridades tuvieron que amenazar con sanciones a los empresarios para que no elevasen los sueldos en una carrera por hacerse con los escasos operarios disponibles. El desempleo desapareció. La pasividad de los trabajadores en la España de Franco no fue solo debida a la represión; también contribuyeron a ella los buenos salarios.
Para afrontar el problema de la falta de mano de obra también se recurrió a las mujeres y a la utilización de las horas extraordinarias. Sin embargo, los puestos de trabajo eran reservados preferentemente a los varones y, dentro de ellos, a los veteranos. A las mujeres se les intentaba convencer de que dedicasen su tiempo a confeccionar ropa para los soldados. Muchas de ellas respondieron al llamamiento.
En el campo no eran los trabajadores quienes peor lo pasaban, sino los desvalidos e improductivos carentes de pensiones. Los mutilados de guerra y las familias de los caídos recibían protección social, pero las viudas y huérfanos de los «rojos» asesinados o ejecutados quedaban a su suerte. Muchas mujeres tuvieron que recurrir a la prostitución para sobrevivir.
La inspección de trabajo continuó actuando e imponiendo multas a las empresas por infracciones relacionadas con las malas condiciones laborales.

## Salud
Las autoridades intentaron infructuosamente mejorar la higiene de las viviendas alquiladas, pero toparon con la doble resistencia de los caseros —que no deseaban un aumento de sus gastos de mantenimiento— y de los inquilinos —que temían un incremento de la renta que pagaban—. Los médicos actuaban como inspectores, pero eran conscientes de que si imponían sanciones podían perder su clientela. De este modo, la lucha de la Fiscalía de Vivienda fracasó y el 80% de las casas siguieron siendo insalubres. La gente pobre levantaba chozas e, incluso, vivía en cuevas; era frecuente que un solo cuarto de baño fuera compartido por varias familias y los campesinos seguían conviviendo con sus animales de forma insana.
En esas condiciones, proliferaron enfermedades como el paludismo, la tuberculosis y las fiebres tifoideas. No obstante, el Ejército evitó las epidemias que asolaron al Ejército Popular de la República gracias a las frecuentes campañas de vacunación y el mayor acceso al jabón y los medicamentos básicos. Por otro lado, creció el número de suicidios e infanticidios, si bien las autoridades no mostraron preocupación y consideraban las tasas de mortalidad infantil aceptables. Muchas madres trabajadoras no podían amamantar a sus hijos, lo que influyó negativamente en la salud de estos.
Los hospitales «nacionales» tuvieron buena fama. Los soldados podían tomar comida caliente y descansar atendidos por enfermeras, muchas de las cuales eran mujeres pertenecientes a familias «respetables».

## La oposición

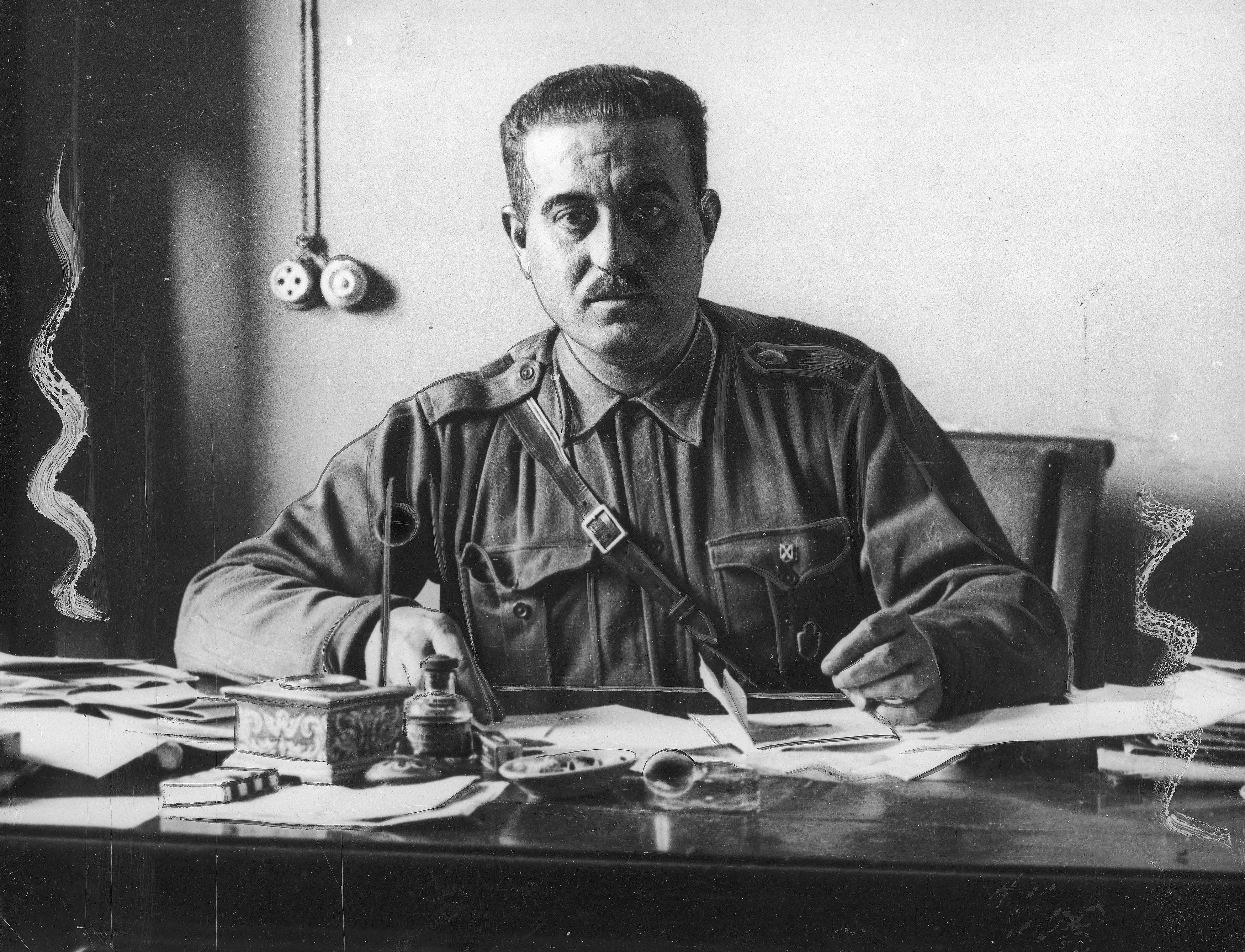
El líder tradicionalista Fal Conde fue exiliado por Franco y más tarde rehusó formar parte del Consejo Nacional del Partido Único.

Al estar en guerra civil, la principal oposición que tenía el nuevo y provisional régimen era el bando enemigo. No obstante, dentro del propio bando franquista existía una oposición tolerada. Los monárquicos eran una minoría y estaban divididos. Los alfonsinos eran minoritarios, mientras que los requetés carlistas se habían revelado como una imprescindible fuerza de choque. Tras la muerte del último pretendiente, Alfonso Carlos de Borbón, los tradicionalistas estaban dirigidos por el regente Javier de Borbón-Parma —muy alejado de la línea sucesoria— y por Manuel Fal Conde. Su Junta General Central de Guerra había proporcionado numerosos y capacitados combatientes, y dio paso en agosto de 1936 a una Junta General Carlista paralela a la Junta de Defensa Nacional. Se marcaba así la autonomía del tradicionalismo dentro del Estado. El 8 de diciembre, con autorización de Mola, los carlistas crearon una Real Academia Militar de Requetés destinada a instruir militar e ideológicamente a los oficiales de su tendencia. Falange tenía ya dos academias similares, pero había tenido la precaución de solicitar el permiso de Franco. El Generalísimo enfureció y ordenó a Dávila informar a Fal Conde de que consideraba la creación de la academia casi como un golpe de Estado. Franco llegó a pensar en fusilar al líder tradicionalista, pero finalmente le concedió 48 horas para elegir entre el exilio o la comparecencia ante un consejo de guerra. El 20 de diciembre Franco aprobó un decreto por el que militarizaba a todas las milicias políticas y fuerzas auxiliares, reforzando así su poder. Tras una estancia en Portugal, Fal volvió a España en noviembre de 1937 y se instaló en Villandrando (Palencia). Sin embargo, se le impidió visitar el frente. El 30 de diciembre renunció a su cargo en el Consejo Nacional de FET y de las JONS, pero lo hizo intentando no desairar a Franco. Las máximas autoridades del régimen intentaron hacerle reconsiderar su postura; incluso Fernández Cuesta mantuvo una entrevista con él en enero de 1938. En esa situación se estaba cuando Franco formó su primer gobierno propiamente dicho. Los dirigentes carlistas mantuvieron en todo momento su voluntad de no crear conflictos internos mientras la guerra no estuviese ganada.
Por otro lado, el 5 de diciembre de 1937, el príncipe Javier realizó una visita a España. Sus contactos con Serrano Suñer y Franco fueron tensos y se le pidió que abandonara el país con el argumento de que su presencia podía dificultar la continuidad de los suministros alemanes e italianos. El regente reanudó su exilio francés.
Tras la unificación, Franco no nombró a Manuel Hedilla secretario general de la Junta Política de FET y de las JONS, sino que le propuso ser un mero miembro de la misma. El líder falangista se negó a aceptar el nombramiento. Luego siguieron unos hechos confusos que son interpretados de diversas formas por sus protagonistas y por los historiadores, como el envío de un telegrama por Hedilla a las distintas jefaturas provinciales falangistas. El Caudillo y nuevo Jefe Nacional del Partido Único interpretó el comportamiento de Hedilla como un acto de indisciplina y le arrestó. Tras un proceso plagado de contradicciones, el acusado fue condenado a muerte. Tras recibir numerosas peticiones de clemencia, Franco conmutó la pena. Hedilla nunca volvió a tener peso político alguno.
La Unificación significó el completo fin de la CEDA. Su líder, José María Gil-Robles, había sido apartado del escenario desde el principio por la animosidad de los falangistas. Los militantes fueron invitados a seguir el ejemplo que daba el propio Serrano y pedir el ingreso individualmente en FET y de las JONS.

## La represión

### La justicia castrense

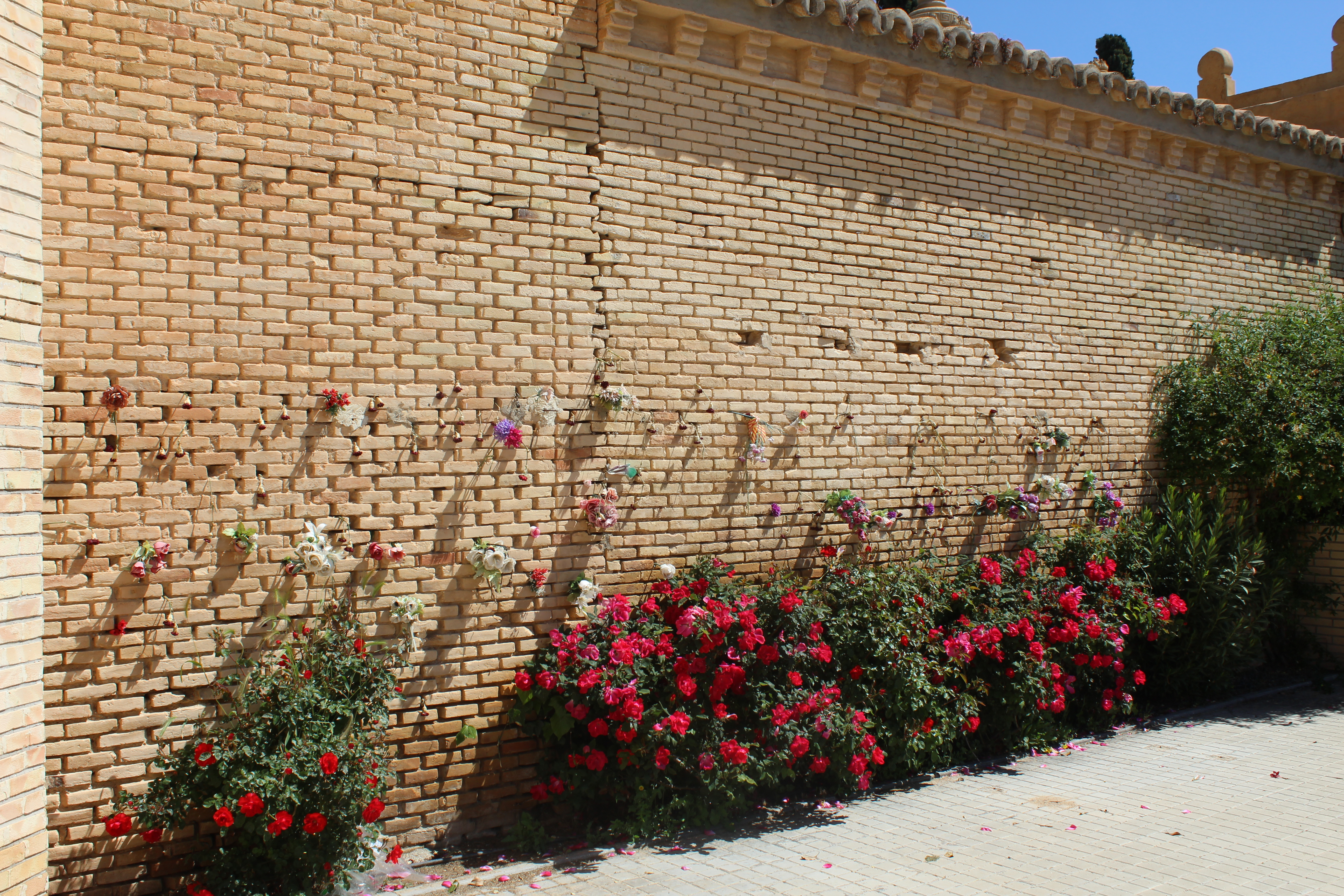
Antigua tapia trasera del Cementerio de Torrero de Zaragoza en la cual se ejecutó a cientos de personas durante el período.

La sangrienta represión de los primeros meses continuó tras la llegada al poder de Franco. Solo a partir de marzo de 1937 se consiguió una cierta centralización de los poderes policial y judicial. Entretanto, fueron las autoridades militares locales las que siguieron dirigiendo la labor represiva de forma implacable, pero utilizando preferentemente para llevar a cabo las ejecuciones a la Guardia Civil, falangistas u otros milicianos. Aunque cualquier sospechoso de oponerse al movimiento rebelde era destinatario de la represión, los dirigentes de organizaciones izquierdistas eran el objetivo principal. No obstante, no todos los fusilados eran víctimas inocentes, ya que había también entre ellos autores de graves crímenes.
La principal acusación contra los simpatizantes del bando contrario siguió siendo la de «rebelión militar», delito contenido en la jurisdicción castrense. Y ello a pesar de la evidencia de que quienes se habían rebelado en julio de 1936 contra el Gobierno habían sido los militares ahora dirigidos por Franco; y que se acusaba de rebeldes a quienes habían permanecido leales a las autoridades constituidas. Esta paradójica situación fue calificada muchos años después por Ramón Serrano Suñer como «justicia al revés». Se partía de una visión excluyente en la que los republicanos y revolucionarios se habrían excluido a sí mismos de la nación española.
El comandante Lorenzo Martínez Fuset, del cuerpo jurídico, fue el principal colaborador de Franco en la materia como jefe de la sección jurídica militar del cuartel general de Salamanca. Cuando la toma de Madrid y consiguiente victoria parecía inminente, creó una Auditoría de Guerra con ocho tribunales encaminada a realizar la próxima purga en la capital. Pronto se vio que la medida era prematura. El proceso de imponer una autoridad central fue laborioso, pero hubo factores que coadyuvaron a ello. Uno fue el enfrentamiento con la Iglesia por la ejecución de varios sacerdotes nacionalistas vascos. Otro fue la sangrienta represión llevada a cabo tras la toma de Málaga por Queipo de Llano, en la que muchas veces ni siquiera se recurrió a la mínima apariencia jurídica de un consejo de guerra sumarísimo. Los cientos de ejecuciones perpetradas previamente en la localidad por las autoridades republicanas hicieron que los rebeldes desencadenaran la represión más dura habida desde la toma de Badajoz. Las protestas de los aliados italianos impulsaron a Franco a aumentar la centralización. Conmutó algunas penas de muerte y destituyó a un par de jueces particularmente severos. El ritmo de las ejecuciones no disminuyó, pero fueron realizadas tras procesos militares sumarios.
De esta forma, el invierno de 1936-1937 contempló cómo se completaba el proceso de institucionalización de la represión a través de la jurisdicción militar, lo que era una muestra más del proceso de centralización del poder. Esto no quiere decir que dejasen de existir los asesinatos sin juicio («ejecuciones extrajudiciales»), pero tales acciones fueron cada vez más marginales y la norma —en expansión— fue la aplicación de la justicia castrense.
El sistema judicial era rápido. Cada grupo del Ejército contaba con una Auditoría de Guerra encabezada por un Juez auditor. Este estudiaba si un presunto delito entraba dentro de las competencias de la jurisdicción castrense. Si lo consideraba así, enviaba la causa a un juez instructor que era siempre un oficial de carrera. Este realizaba una rápida instrucción interrogando solo a los testigos más relevantes. Después, enviaba el caso a un consejo de guerra compuesto por cinco oficiales. Tan solo entonces contaba el acusado con un abogado defensor, que debía ser militar y contaba solo con tres horas para examinar un auto resumen de la instrucción antes de la celebración del juicio. Tanto él como el fiscal presentaban sus alegaciones. El tribunal podía practicar otras pruebas antes de dictar sentencia si lo consideraba conveniente. Además, los tribunales gozaban de gran autonomía para interpretar los tipos delictivos —existían la «adhesión a la rebelión», el «auxilio a la rebelión» y la «excitación a la rebelión» con penas muy diferentes— y las circunstancias atenuantes y agravantes. El único control a esa discrecionalidad era el del auditor de guerra, quien asesoraba al jefe del Ejército, que debía ratificar o no la sentencia. En caso de que este discrepase, el caso era enviado al Alto Tribunal de Justicia Militar para que emitiera sentencia definitiva.
Cuando el 20 de junio de 1937 fue tomada Bilbao, Franco evitó la repetición de las matanzas de Málaga prohibiendo que entraran en la ciudad grandes unidades militares. De esta forma se evitaron las sangrientas represalias inmediatas y la represión fue más suave. También prohibió a su artillería disparar contra una franja costera en la que no combatientes estaban embarcando para ser evacuados. Aun así hubo al menos trescientas ejecuciones. La purga se encaminó a acabar con los sentimientos nacionalistas de los vascos. Numerosos maestros fueron despedidos y el vascuence dejó de tener cualquier reconocimiento oficial y fue objeto de una intensa propaganda contra su uso. Ello provocó la superioridad de la población urbana —mayoritariamente hispanohablante— sobre la rural. Además, Vizcaya y Guipúzcoa fueron declaradas «provincias traidoras» a pesar de que muchos de los milicianos tradicionalistas procedían de ellas. La represión posterior provocó el encarcelamiento, destitución o deportación de 278 sacerdotes y 125 religiosos católicos.
Mayor fue la represión tras la conquista de Asturias en octubre. Las represalias previas que el Consejo de Asturias había aplicado sobre presos y quintacolumnistas, así como el hecho de que pocas personas tuvieron posibilidad de huir incrementaron la represión franquista, que se caracterizó por un mayor número de sentencias que en otras zonas. Bastantes combatientes se refugiaron en los montes, dando así origen a los primeros maquis. La represión contra las personas sospechosas de colaborar con los guerrilleros se incrementó a partir de ese momento.
Hubo algunos tibios intentos de moderar la represión. El líder falangista Hedilla dictó varias instrucciones tendentes a reducir la represión sobre los militantes izquierdistas que no hubieran tenido cargos de responsabilidad. También los visitantes fascistas italianos y nacionalsocialistas alemanes se escandalizaban por el tremendo derramamiento de sangre. Cuando cincuenta presos políticos fueron linchados en un pueblo navarro, el obispo de Pamplona, Marcelino Olaechea, pronunció una homilía llamada ¡No más sangre! en la que pedía que las ejecuciones se realizasen solo tras un proceso judicial. En aquel momento, ello significaba un consejo de guerra sumarísimo. El jesuita y capellán castrense Fernando Huidobro llegó a escribir una carta al propio Franco en la que protestaba por las ejecuciones de soldados prisioneros. Pero el resto de los obispos permanecieron en silencio. También militares como Solchaga y Mola rechazaron brutalidades cometidas al margen de la ley. El mismo Yagüe, autor de la matanza de Badajoz, no solo elogió al adversario, sino que hizo llamamientos a un trato más humano.
El doctor Junod hizo valiosas gestiones en nombre de la Cruz Roja, y se alcanzaron algunos pequeños acuerdos de liberación e intercambio de personas consideradas no combatientes, pero el asesinato de 244 presos en el  Bilbao republicano el 4 de enero de 1937 tras un bombardeo aéreo hizo que Franco rompiera las negociaciones.
En el lado opuesto, existían personajes como el director general de Prisiones Joaquín del Moral, que organizaba excursiones para presenciar las ejecuciones. Ello valió que el general Cabanellas presentara una protesta ante Franco, aunque sin ningún efecto.
La centralización tuvo como resultado una modesta relajación de la intensidad de la represión. Las ejecuciones extrajudiciales se vieron sustituidas por consejos de guerra. Pero las víctimas tenían pocas garantías y los jueces solían ser jóvenes tenientes que se acostumbraron a imponer penas de muerte. Y siguió habiendo un número indeterminado de ejecuciones sin proceso. Además, parece que a finales de marzo de 1937 Franco impuso el requisito de que todas las sentencias de muerte dictadas por la justicia militar fueran remitidas a la asesoría de Martínez Fuset para su revisión. El comandante las clasificaba y las presentaba al Generalísimo, quien se supone que revisaba todas personalmente. Según parece, Franco marcaba las sentencias con una letra. La «E» significaba «enterado» y suponía una confirmación. La «C» suponía la conmutación de la pena. En ocasiones, el Generalísimo confirmaba la ejecución indicando «garrote y prensa», lo que implicaba el modo de ejecución por garrote vil y la difusión de la noticia por considerar que la gravedad del crimen así lo aconsejaba. Parece ser que tendía a ser más clemente con los anarquistas que con comunistas y masones, pues consideraba que no estaban influidos por una organización internacional. Según el propio Franco, consiguió reducir las ejecuciones a la mitad de las penas capitales impuestas por los tribunales.
Serrano Suñer trató de convencer a su concuñado de que mejorara los procedimientos y aumentara las garantías, pero Franco le dijo que se mantuviera al margen porque a los militares no les gustaba que los civiles se entrometieran en sus asuntos. Por consiguiente, la represión fue realizada  por las Fuerzas Armadas y supervisada directamente por Franco en su condición de comandante en jefe de las mismas. El general Martínez Anido, famoso por su persecución de los anarquistas en los primeros años veinte, fue nombrado Director de Seguridad Interior el 31 de octubre de 1937, pero se encargaba de cuestiones muy distintas, como la censura de espectáculos y el control de abusos en el mercado.
Aunque no era frecuente que las mujeres «rojas» fueran asesinadas, no estaban exentas de ese riesgo. Estaban todavía más expuestas a ser violadas, sobre todo por los mercenarios marroquíes y los falangistas. Y era habitual que se les rapara el cabello al cero.

### Las prisiones
El número de «extremistas» —miembros de partidos o sindicatos izquierdistas según la terminología oficial— encarcelados fue considerable. Tras la conquista de Asturias, las principales cárceles llegaron a alojar a unos 6000 reclusos, un número que las autoridades locales consideraban que provocaba la hostilidad de la población. Las condiciones de los encarcelados eran malas, y empeoraron conforme avanzaba la guerra. Dependían de sus familias para subsistir, y padecían malnutrición, tifus y asma. Además, los parientes debían solicitar por escrito el permiso de visita, y sellarlo con un timbre de cinco céntimos.
En mayo de 1937 se creó el programa de redención de penas por el trabajo, si bien no llegó a entrar en vigor hasta 1939. Conforme a la ideología dominante, permitía varios objetivos: los culpables de delitos contribuían con su trabajo a «pagar el daño» realizado, reducían el tiempo de sus condenas y ayudaban a mantener a sus familias con el salario; además, se reducían los «graves peligros de vicios» que favorecía el ocio, en referencia a la endémica práctica de «aberraciones sexuales».

### Los campos de concentración

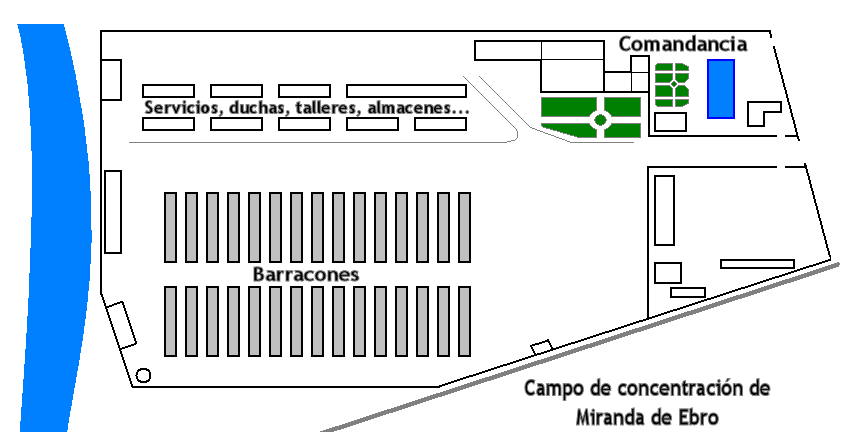
Plano del campo de concentración de Miranda de Ebro, uno de los creados en 1937 para clasificar a los prisioneros de guerra.

En la primavera de 1937, debido al gran número de prisioneros capturados en el norte, fueron creados campos de concentración. Las condiciones de vida en ellos eran atroces, y guardias o milicianos llegaron a cometer asesinatos. Sin embargo, no se trataba de campos de exterminio. Su misión era clasificar a los prisioneros de guerra: los que pudieran demostrar su lealtad serían puestos en libertad vigilada; los oficiales, los acusados de delitos y los hostiles serían transferidos a la jurisdicción militar; el resto serían retenidos bajo arresto. De esta forma, cumplieron una triple función: suministraron nuevas tropas al Ejército franquista, y ya en 1937 59.000 prisioneros (el 55%) fueron alistados; sirvieron para identificar a los «criminales»; y proporcionaron mano de obra forzada. En julio de 1937 se creó la Inspección de Campos de Concentración de Prisioneros (ICCP) dirigida por el coronel Martín Pinillos y a las órdenes directas de Franco.

### Responsabilidades civiles
El Decreto 108, de septiembre de 1936, había dado inicio a la exigencia de compensaciones económicas a los contrarios al «Alzamiento Nacional». Tanto las organizaciones del Frente Popular como sus dirigentes debían responder económicamente de los daños causados al Estado y a los particulares. Para ello, ordenaba la confiscación de sus bienes y permitía al Ejército —en tanto no se crease el marco jurídico adecuado— tomar las medidas precautorias oportunas. En el caos de los primeros meses de guerra, dicha incautación fue realizada principalmente por dirigentes falangistas.
Un decreto ley de 10 de enero de 1937 constituyó el primer intento de institucionalizar este resarcimiento económico. Creó una comisión central encargada de inventariar y administrar los bienes incautados a las organizaciones del Frente Popular. Paralelamente, creó también comisiones provinciales encargadas de hacer lo mismo con los bienes de particulares. Significativamente, se decretaba que las personas condenadas por los tribunales militares debían ser necesariamente investigadas por estas comisiones. Su trabajo no se limitó solo a dirigentes del Frente Popular, sino a muchos otros particulares.
En mayo de 1937, las mencionadas comisiones recibieron el encargo adicional de obligar a todo el mundo a declarar las deudas que tuvieran con personas de la zona republicana y comprobar los antecedentes políticos de cada acreedor. Si se entendía que este había incurrido en algún tipo de responsabilidad, los créditos pasaban a manos del Estado como compensación; en caso contrario, se levantaba la intervención. Parecía haber una presunción iuris tantum de que todos los residentes en la zona enemiga eran «rojos». Incluso los empresarios derechistas que huían de dicha zona se encontraban con sus cuentas intervenidas hasta superar una investigación. Como la tarea de investigar a todos los acreedores residentes en la zona contraria era casi imposible, las comisiones provinciales acabaron delegando en la nacional, que quedó así colapsada.

### Las purgas de funcionarios
Ya en los primeros meses de guerra se habían realizado purgas ocupacionales. El Decreto 108 ya mencionaba la necesidad de destituir a funcionarios por sus «actuaciones antipatrióticas». La absolución por un consejo de guerra no era obstáculo para que el acusado fuera luego despedido. Las primeras purgas tuvieron carácter local y reproducían las efectuadas tras la insurrección de Asturias de 1934 que habían sido luego anuladas por el Frente Popular. La centralización franquista cambió esta forma de actuar.
El primer colectivo en sufrir las consecuencias fue el personal docente, al que se atribuía una nefasta influencia en la difusión de las ideas «antiespañolas». El Decreto 66, de 10 de noviembre de 1936, se encargó de regular el tema. La encargada de realizar la purga fue la Comisión de Cultura y Enseñanza de la Junta Técnica del Estado, presidida por José María Pemán y controlada de hecho por Enrique Suñer. Se crearon distintas comisiones que debían investigar a cualquier persona que quisiera dedicarse a la enseñanza. Una circular de 7 de diciembre de 1936 regulaba con gran dureza las medidas a adoptar. Como la aplicación de los criterios en ella expuestos hubiera acabado con la enseñanza, posteriormente se dictaron medidas alternativas que permitieron suavizar la purga, como la inhabilitación para ascender.
El sector diplomático fue objeto de una depuración interna. El 11 de enero de 1937 se creó el Cuerpo Diplomático franquista. Dos días más tarde se publicó una relación de 146 diplomáticos que ingresaban automáticamente en él debido a su clara lealtad. Cualquier otro que quisiera incorporarse a partir de entonces, debía someterse a una investigación realizada por sus compañeros. El carácter conservador del gremio hizo que la mayoría fueran admitidos.
Un decreto ley de 9 de diciembre de 1936 reguló la depuración del funcionariado. Muchos sospechosos de simpatizar con el otro bando perdieron su puesto de trabajo, sobre todo si eran empleados públicos. Aquellos que habían continuado en sus puestos en zona enemiga tras el 18 de julio corrían grave peligro al ser «liberada» la zona por el ejército rebelde. Desde jueces hasta carteros estaban en esta situación. En Galicia, los fusilamientos se vieron parcialmente sustituidos por el destierro de ciertos burgueses —como médicos— a zonas rurales. También se contemplaba el despido de trabajadores de empresas públicas o financiadas por el Estado.

### La masonería

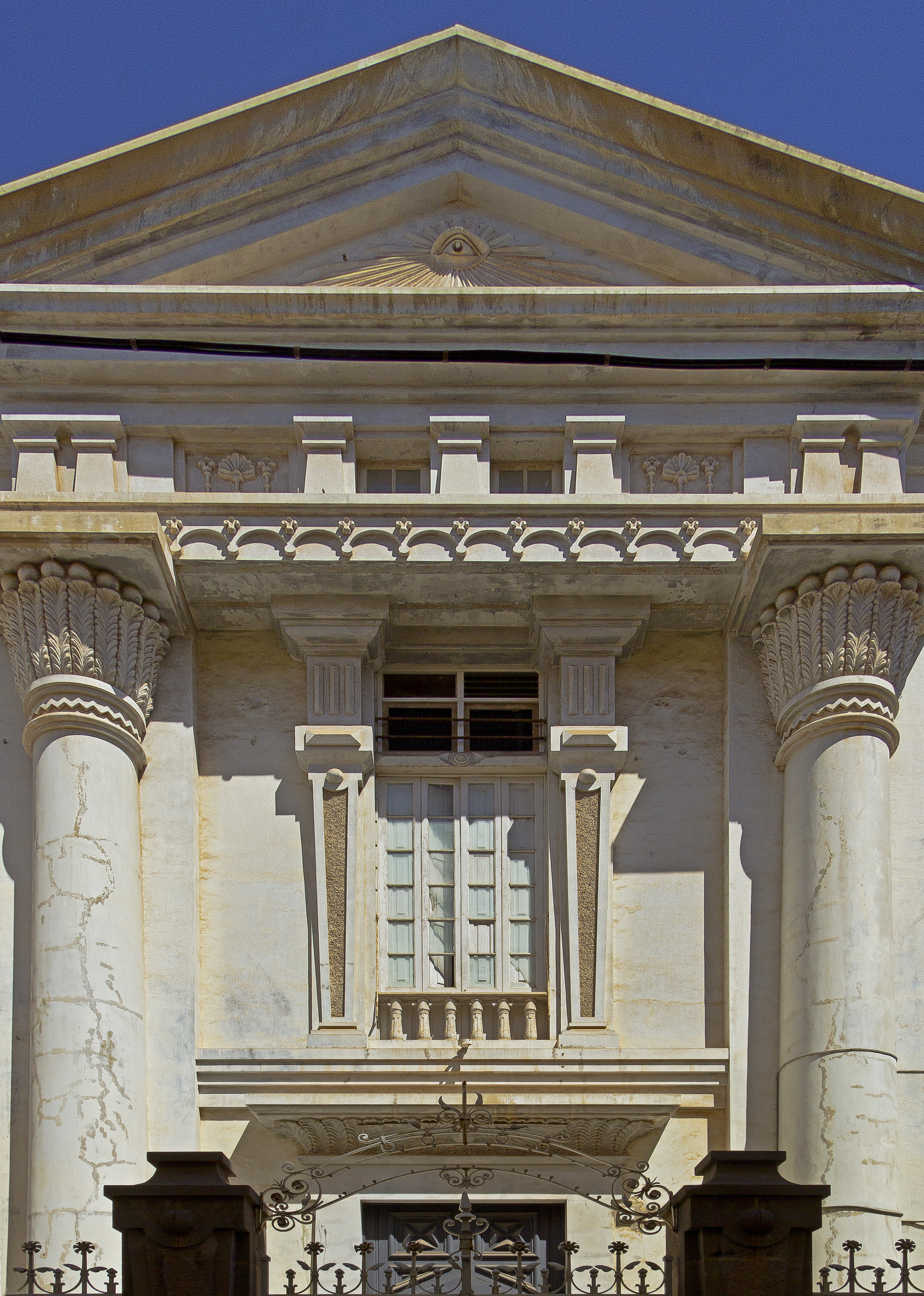
Las logias fueron registradas para identificar a los masones.

Los masones fueron objeto de una doble persecución: por las autoridades civiles y militares, y por la Iglesia católica. Franco creía que la Masonería había acabado con el Imperio, había favorecido la llegada de la República y el triunfo de las izquierdas y que había actuado al servicio del Reino Unido. Esta persecución dificultó enormemente el entendimiento del Caudillo con los países anglosajones. Los bienes de las logias fueron confiscados y, en los primeros meses de la guerra, muchos masones fueron asesinados. Por su parte, las autoridades eclesiásticas insistían en recordar la excomunión que pesaba sobre la Masonería. En enero de 1937 el Generalísimo ordenó la expulsión de todos los masones del Ejército.
Muchos de los que habían eludido el pelotón de fusilamiento fueron detenidos en 1937 como resultado de la incautación de los archivos de las logias. En junio de ese año se creó la Oficina de Recuperación de Documentos, dirigida por Marcelino de Ulibarri, con la misión de recuperar toda documentación relacionada con la masonería. En enero de 1938 Franco dio instrucciones a todas las autoridades de colaborar con la Oficina. Adicionalmente, se creó en Valladolid una unidad policial especializada en la lucha contra la masonería en la que participaron Mauricio Carlavilla y Eduardo Comín Colomer.

### Resultado
Al margen de las valoraciones éticas, la sangrienta represión nacionalista resultó muy eficaz. No hubo ninguna rebelión en la retaguardia a lo largo de todo el período, lo que fue decisivo para la obtención de la victoria. Los franquistas apenas padecieron los efectos de una actividad guerrillera significativa, a pesar de que las condiciones parecían favorables para ello. La explicación puede estar en una eficaz combinación de terror y adecuado suministro de alimentos a la población. Los partisanos republicanos apenas obtuvieron apoyo en las zonas rurales.
Además, durante el conflicto se acumularon datos acerca de los sospechosos de realizar actividades criminales en la zona contraria, contando para ello con la información proporcionada por los quintacolumnistas y los huidos. En febrero de 1938, cuando concluía este período, se disponía de informes sobre más de medio millón de personas.

## Primeros guerrilleros
Hubo algunas acciones guerrilleras en la zona nacionalista, pero tales guerrillas no eran fruto de la planificación del mando republicano sino resultado de la huida de partidarios del Gobierno al verse copados en zona franquista. Tales situaciones se dieron en Galicia y en la sierra de Gredos, por ejemplo.
Desde enero de 1937 hubo personas ocultas o restos de unidades militares en Sierra Blanca, Sierra Bermeja y la Sierra de Ronda, en la provincia de Málaga. Tras la caída de la capital, mucha gente constató que las nuevas autoridades franquistas no tendrían piedad y optó por echarse al monte. Algunos que no estaban perseguidos actuaron por convicción política. No parece que los distintos grupos tuvieran contacto entre sí. Tampoco había objetivos políticos en ese momento, sino un mero afán de supervivencia. Al quedar tras el frente, la persecución de estos primeros guerrilleros corrió a cargo de la Guardia Civil con el apoyo posterior de los Servicios de Investigación y Vigilancia de FET y de las JONS.
A finales de 1937, la Guardia Civil calculaba que había unos 18.000 «bandoleros» por las montañas de Asturias y la provincia de Santander. Esto hizo que Franco se viera obligado a mantener un número significativo de unidades en la zona.

## La creación del primer Gobierno

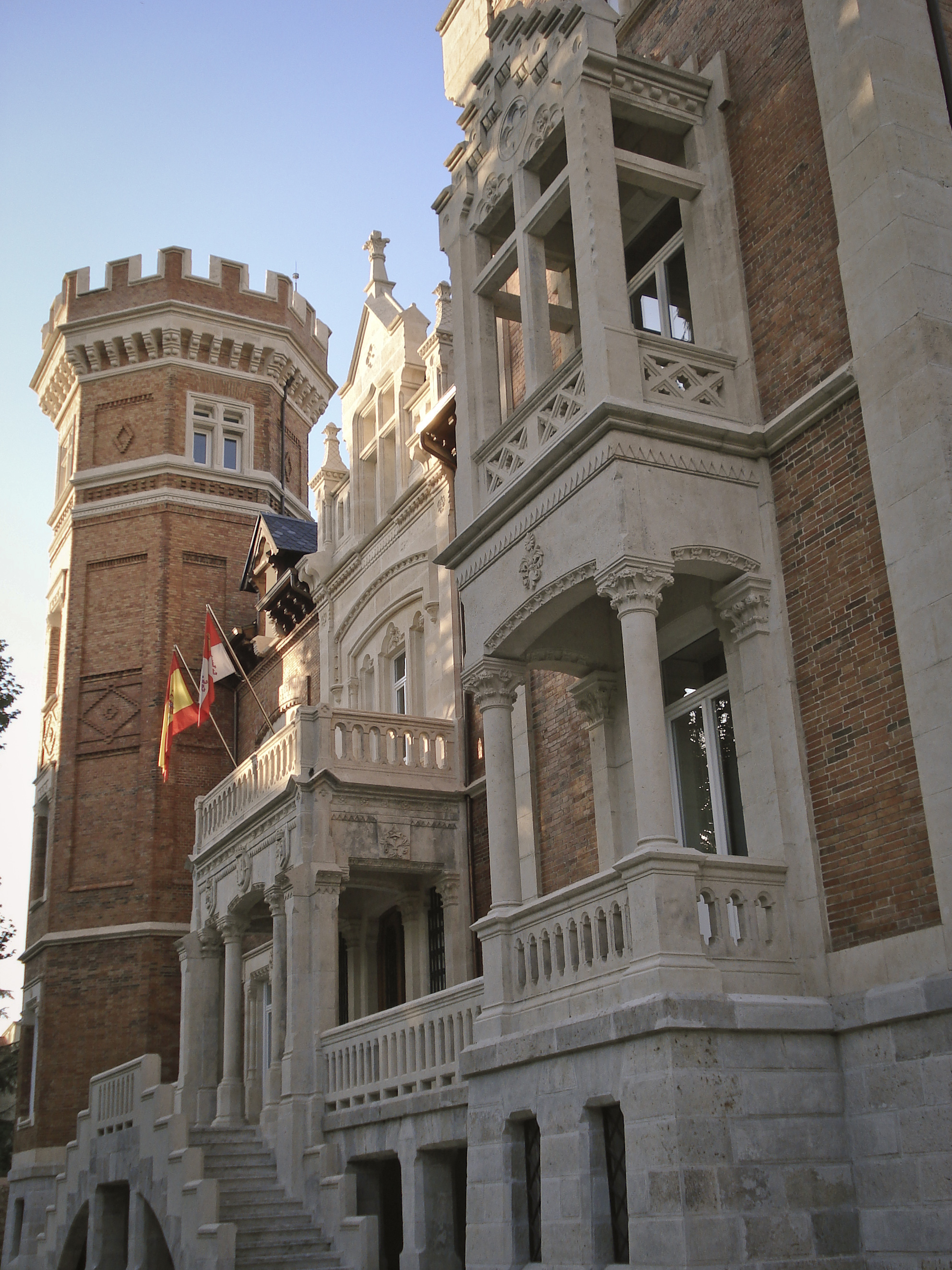
El palacio de los condes de Muguiro albergó el cuartel general de Franco una vez que se instaló en Burgos.

Tras el traslado a Burgos, Serrano Suñer continuó trabajando en sus planes de institucionalizar el régimen. Prácticamente en solitario, redactó la Ley de la Administración Central del Estado, auténtica «Carta institucional» del Gobierno aprobada el 30 de enero de 1938. Esta dio paso a un ejecutivo con once carteras ministeriales que sustituyó a la dispersa y poco eficaz administración precedente. La elaboración de la Ley fue todavía tarea de la administración saliente. Su preámbulo explicaba los motivos para el cambio, argumentando que las instituciones a extinguir habían sido creadas con la finalidad de atender las finalidades bélicas y en un momento en que la guerra parecía próxima a su finalización, pero que la intervención de otras potencias había alterado el conflicto y procedía acabar con una fórmula marcada por la provisionalidad. Por ello se retornaba a una división ordenada del trabajo.
La composición de este primer gobierno fue el primer ejercicio político de Franco, quien procuró que todas las tendencias estuvieran representadas en él y que ninguna fuera predominante. El último presidente de la Junta Técnica, Jordana, fue nombrado ministro de Asuntos Exteriores y vicepresidente del gobierno. Y Serrano obtuvo al fin un cargo político como ministro de la Gobernación. El nuevo ejecutivo supuso el definitivo triunfo de Serrano sobre Nicolás Franco, quien quedó postergado. Franco quiso nombrarlo ministro de Industria, pero Serrano le convenció de que sería «demasiada familia», de manera que Nicolás fue nombrado embajador en Lisboa. La creación de este órgano fue más importante de lo que parecía en aquel momento, pues el consejo de ministros llegaría a ser el principal órgano de poder de la dictadura a lo largo de toda la existencia de esta.

## Valoraciones
Esta primera estructura gubernamental establecida por Franco ha sido objeto de valoraciones muy diversas dependiendo del tipo de análisis y de las ideas del autor. Para el historiador español Javier Tusell, el régimen instituido era esencialmente militar. Como jefe del Estado, el general Franco era la cúspide del poder. También eran militares el presidente de la Junta Técnica, el gobernador general, el secretario general del jefe del Estado y el secretario de Guerra. De ahí derivaba una cierta pretensión de prescindir del componente ideológico. Todas las normas jurídicas de cualquier rango debían ser aprobadas por Franco. Las propuestas podían proceder de la Junta, de las secretarías o del gobernador general, lo que pronto produjo un atasco. De hecho, el sistema de gobierno se asemejaba al del Antiguo Régimen, con sus secretarios de despacho, y Franco estaba mucho más preocupado en aquel entonces por las cuestiones militares que por las políticas.

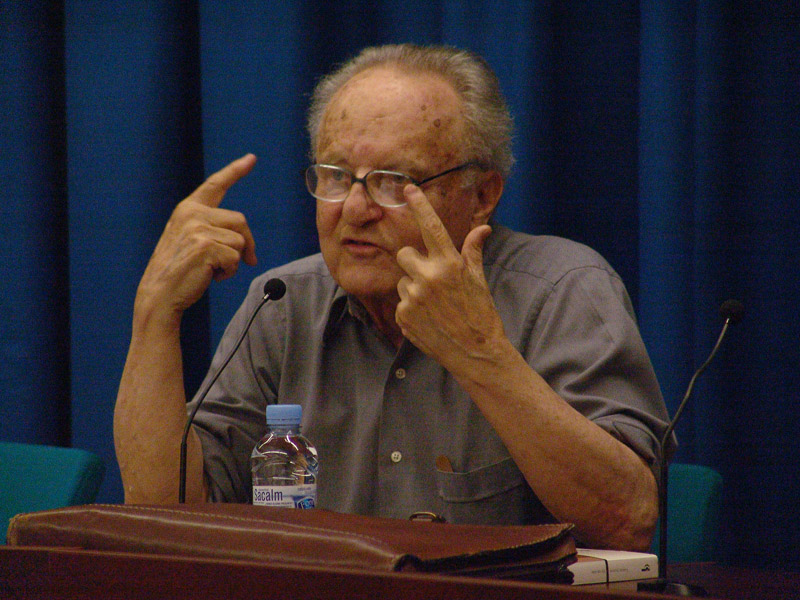
Gabriel Jackson resaltó la capacidad de los administradores franquistas.

En opinión del historiador neoyorquino Gabriel Jackson, «los líderes nacionalistas demostraron ser administradores muy capaces y astutos negociadores en todo lo relacionado con la posición comercial de España». En ese sentido, opina que Franco resistió durante todo el período los esfuerzos hechos por Alemania para asegurarse contrapartidas mineras, con lo que garantizó su independencia económica.
El hispanista texano Stanley G. Payne considera que el gobierno de Franco no podría haber tenido el éxito que tuvo de no haber contado con un amplio apoyo popular, que fue mayoritario en la zona sublevada inicialmente. No solo los monárquicos de clase alta, sino también muchas personas de clase media y pequeños propietarios rurales que se sentían amenazados por el Frente Popular lo apoyaron en su lucha contrarrevolucionaria. Además, cree que fueron importantes su capacidad para mantener la unidad política y su habilidad en las relaciones con Alemania e Italia, de las que consiguió los suministros necesarios para la contienda bélica sin comprometer excesivamente su independencia.
El historiador pensilvano Michael Seidman mantiene en su obra La victoria nacional (2011) la tesis de que la ayuda extranjera fue importante para la victoria de Franco, pero no tan determinante como señalan otros historiadores. Compara la guerra de España con la guerra civil rusa entre blancos y rojos y con la guerra civil china entre Kuomintang y comunistas. Señala que en estos dos últimos conflictos, también los contrarrevolucionarios recibieron importantes ayudas del exterior pero ello no les impidió ser derrotados debido a su pésima organización y moral. Atribuye el éxito de los nacionales españoles a la buena organización y a su capacidad para alimentar adecuadamente a combatientes y retaguardia.